# 邓小平
邓小平（1904年8月22日—1997年2月19日），原名先圣:19，学名希贤:8，1927年正式改名为小平，四川广安人，中国共产党和中华人民共和国政治人物。作为中华人民共和国第二代最高领导人，以及中国共产党第二代中央领导集体的核心，邓小平于1981年至1989年间担任中共中央军委主席、1983年至1990年任国家军委主席，也曾担任过中共中央顾问委员会主任、全国政协主席等职务，中共官方评价其为“改革开放的总设计师”。
1904年8月22日，邓小平出生于中国四川省广安州协兴乡牌坊村，祖籍江西吉水。其政治生涯经历了“三落三起”。1933年曾因支持毛泽东而在中共内部遭到批判，遵义会议后重新出任要职。中华人民共和国成立后，1952年出任中央人民政府政务院副总理，1954年出任国务院副总理，同年起兼任中共中央秘书长直至1956年，中共八大后改任中共中央政治局常委、中央书记处总书记，期间曾参与高岗饶漱石事件，1957年还参与了反右运动并扮演重要角色。文化大革命期间遭受迫害，1969年被下放江西；林彪死后，邓于1973年第二次复出政坛，再次出任国务院副总理，协助总理周恩来主持国务院工作。但因主导1975年整顿而引发毛泽东和“四人帮”的不满，在1976年四五事件后再次被撤销所有职务，保留党籍；毛泽东逝世后于1977年中共十届三中全会中第三次复出政坛，复任中共中央副主席、国务院副总理、中央军委副主席和解放军总参谋长等党政军职务，合称三副一长。
1978年12月，邓在中共十一届三中全会上确立了领导核心的地位，取代时任中共中央主席、国务院总理华国锋，成为实际上的中华人民共和国最高领导人。1970年代末至1980年代初，主导拨乱反正、提出改革开放、领导中越战争、推行废除干部领导职务终身制、倡导计划生育、推行义务教育，提出一国两制，反对资产阶级自由化；1982年主持重新修订了《中华人民共和国宪法》（简称《八二宪法》），即中华人民共和国的第四部宪法和现行的宪法。1985年，主导中国人民解放军的百万大裁军。1986年，启动了中国高新技术发展的“863计划”，并曾有意推进中国政治体制改革，但在1989年的“六四事件”之后对此避而不提，邓也于同年11月辞职。1992年初，邓小平南巡，重启中国经济的改革开放，拯救了中国大陆新兴的资本市场。
1997年2月19日，邓小平逝世，享年92岁，同年3月2日其骨灰撒入大海。其一生未担任中国国家元首、中国政府首脑或中共最高领导职务，但从1978年12月（中共十一届三中全会）至1989年11月辞去中共中央军委主席（中共十三届五中全会）一职前，普遍认为他是中国大陆实际的最高领导人，并被写入《中国共产党章程》予以确认。中国共产党将邓的主要政治理念归结为“邓小平理论”，作为党和国家的指导思想以及中国特色社会主义理论体系的第一部分，具体包括“改革开放”、“四项基本原则”、“一国两制”等，他推动的改革还缔造出中国的主要城市深圳。邓于1978年和1985年两次被美国《时代》周刊选为“年度风云人物”；但他也因未能彻底清算文革以及六四事件而受到争议，后者被部分人士认为是其晚年的污点。

## 生平

### 早年经历

#### 家族背景
鄧氏親族鄧時敏曾任朝廷要員，位至大理寺正卿:17。「鄧家老院子」在廣安縣城北面約7公里處，是坐東朝西三合院，木穿斗結構:19。
1904年8月22日（清光緒三十年七月十二日），邓出生在中国四川省广安州望溪鄉姚坪里（今广安市广安区协兴镇牌坊村）小地主家庭:19，是長子:9。

#### 少年时期
1909年農曆正月十五剛過不久，邓被送到本村私塾發蒙念書，當地人稱「翰林院子」，是鄧時敏修建:23。六歲轉入協興鎮一家較大之私塾:18。私塾先生鄧紹明對同輩鄧紹昌說，孩子名叫「先聖」對孔子有些不恭，自作主張將「先聖」改為「希賢」，鄧紹昌認可:24。邓毛筆字作業常被先生畫大紅圈圈，常得到母親獎勵煮雞蛋:24。邓在私塾念一年多後，鄧紹昌決定把邓送到在協興場開辦之初等小學讀書，離鄧家大約2公里，由當地曾留學日本之革命黨人胡光白和鄧紹昌等創辦起來，屬於新式學堂:24-25。邓懂得孝敬大人，在家裡經常幫母親幹家務和照看弟妹，時常背誦詩文給姐姐弟妹聽:26。1915年下半年，邓考入縣立高等小學:28。
1918年高級小學畢業:11。1918年夏，邓考入位於縣城西秀屏山下之廣安縣立中學:29。11月，蔡元培在北京天安門廣場發表「勞工神聖」演說，很快在社會上尤其是青年學生中流傳；隨後出現「工學會」和「工讀互助團」等團體，主張亦工亦學、亦工亦讀，工讀結合、學問和生計結合，消滅勞心與勞力之差別，改造中國和世界；「工讀主義」思潮帶有空想和改良主義，推動不少青年學生赴法勤工儉學:34。
1919年五四運動後，鄧小平同全校同學一起參加抵制日貨活動，他當時只有「工業救國」思想，希望能到法國去一面做工、一面求學，學點本事回國:2。6月以後，由於學校已罷課，加之暑假即將來到，邓決定離校回家，等秋季再回校上課；邓回到家裡不久，鄧紹昌從重慶捎回口信，使邓去重慶報考留法勤工儉學預備學校:31。9月，邓和遠房叔叔鄧紹聖及同學胡明德（又名胡倫）同行:35。邓15岁，与只比他大3岁的族叔邓绍圣一起离开广安:16,22，往重庆留法勤工儉学预备学校:37，邓是当时班上年龄最小的学员:14。學校共招收學生110人，分為初級班和高級班，學制均為一年:37。邓後來稱，預備學校當時在重慶已算是最高學校，不容易考進去:37。
1920年7月19日，留法勤工儉學預備學校在重慶總商會舉行畢業典禮，83名學生獲准赴法，其中37人為自費生，邓是其中一位:38-39。1994年5月鄧墾稱，這時鄧家境已「日漸困難」，「到法國的路費百多元的籌集，都不容易」:39。8月27日，邓等83名学生登上「吉慶」號客輪，8月28日啟航沿长江東下，9月6日到达上海暫住「名利」大旅社:39-41。9月10日，邓等80多名重慶學生登上法國郵輪「盎特萊蓬」號，9月11日起錨:42-43。10月19日:20，抵達法國馬賽:2。
1964年2月16、17日，邓同泰國前總理乃比里談話：「其實我們當時去法國，也只是抱著一個『工業救國』的思想。當時我才十六歲，受到五四運動的影響，就想出洋學點本領，回來搞工業以工業救國。」:33-34邓願意去法國，認為自己能夠謀生，可以減輕家庭負擔:34。

#### 勤工儉學
1920年10月19日，邓与叔父邓绍圣乘船抵法国马赛:12。邓和同学们乘汽车前往巴黎:44。法华教育协会安排以邓希贤名字到诺曼底小城巴约（又译“巴耶”）的巴约男子中学就读:12。10月21日晚，邓等24名学生來到距巴黎200多公里的巴约，進入巴约中学学习，邓的学号是1421:45。巴约中学没有设立「附属高级初等学校」，校长把20多名中国学生安排在学校商务系学习，单独开班:46。

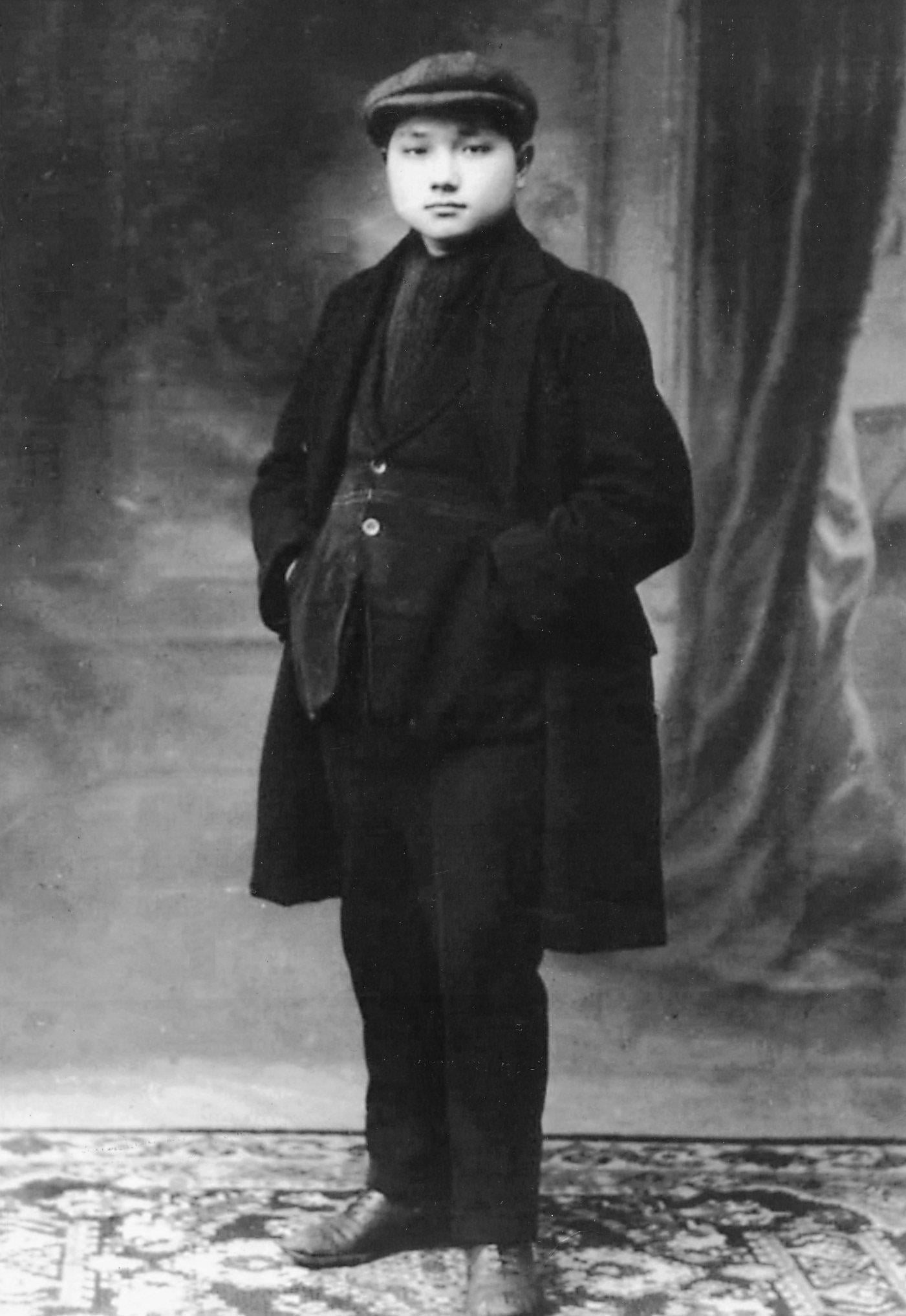
邓摄于16岁，1921年3月

到1921年3月，邓身上剩錢少，学费成疑，做工也不易:46。一战后法国大失業，法郎大貶值:46-47。狀況嚴重影響中國勤工俭学生学习和生活，而华法教育会「虧竭已極。萬難為繼。惟有竭誠通告。……脫卸一切經濟上之責任，只負精神上之援助」:47。2月28日，400多名學生在蔡和森等人組織下，到中國駐法公使館請願；法國政府提出和中國駐法公使代表聯合組成「留法中國青年法中監護處」，決定暫時給無工無學之學生每日6法郎生活維持費:48。3月13日，邓和18位勤工儉學之同胞離開巴约中学:20。他們欠下學費由法中救濟委員會代付:48，邓結束法國「儉學」生活:48。
经华法教育会介绍，邓到勒克勒佐（又译“克鲁梭”），4月初在勒克勒佐的施奈德钢铁厂做工:49。邓与叔父到处做工，开始4年劳工生涯，当时邓只有16歲，只能当学徒工，每天工资10法郎，生活拮据，连飯都吃不饱:12。刚進厂邓被分配到轧钢车间做散工，工作是人工推送热轧的钢材:50。工人的食物通常是面包和水，有時加一塊巧克力糖，杂费开支不小:52。邓在工厂做20多天苦工，倒赔100多法郎:52。4月23日，邓辞去施奈德工厂工作，辞职理由是：体力不支，自愿离开:52。日后他多次对人说，他个子不高的原因是在法国做工时干活太累，吃不饱饭:52。在施耐德钢铁厂做工期间，邓尝到艰辛劳动和生活，结识日后成为中国共产党早期领导人的勤工俭学生赵世炎、李立三等:52。
辞职后，邓暂居巴黎华侨协社，自4月26日起从中国驻法公使馆领取每天6法郎生活维持费:52-53。生活維持費不能维持生活，邓开始打短工，在火车站、码头搬运货物、行李，在建筑工地推砖、扛水泥，还做过清洁工:53。10月22日，邓等11人被法中救济委员会介绍到巴黎第十区一家制作纸扇和纸花的工厂做扎花工，约两个星期后因活做完，邓等105名中国学生即被解雇:53-54。1921年底，经旅法勤工俭学同乡会（後改名旅法勤工儉學同學會）数月间几十次电函求援，重庆和成都各界人士捐款30多万法郎汇至巴黎:54。邓等四川籍同学每人领到400法郎，勉強熬过1921年冬天:54。
1922年2月13日，邓从拉加雷訥科隆布到達蒙塔日（又译“蒙达尔纪”），到小城沙莱特（又译“夏莱特”）:54，次日进入哈金森橡胶厂工作:77-78。他被分配到制鞋车间，每天工作10小时，成为熟练工以后由计时工资改为计件工资。一天做20多双鞋，赚15、6法朗，做9个月:12。据同在哈金森做工的郑超麟回忆，邓每个月除去开支还可以结餘200多法郎:55。在巴黎时，邓不得已给家里写信希望能寄些钱来:55。父母收到信后卖掉些谷子凑钱寄给邓小平，1922年秋冬邓收到这笔钱:55。父母接济加上在哈金森做工积蓄，邓又萌生求学念头:55。10月17日，邓辞去哈金森橡胶厂工作，10月23日去上塞纳省的沙蒂永（又译“夏狄戎”），想进入沙蒂永中学上学，最终因为钱不够没能入学，邓求学之梦彻底破灭:55。1923年2月1日，邓又回到了沙莱特，再次進入哈金森橡胶厂，继续在制鞋车间做工:56。一个多月后，3月7日邓离开工厂，工卡上注明离开原因“拒绝工作。”:56或许厂方不满邓突然离厂，邓工卡上写明“永不录用”:56。

#### 從事革命

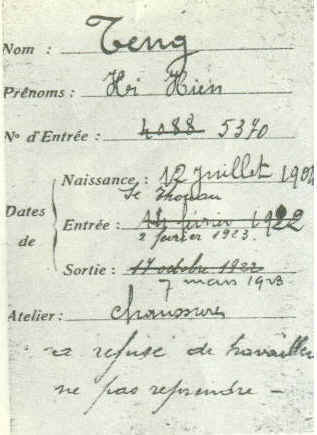
邓在法国哈金森橡胶厂的就业卡

1922年6月3日，「旅歐中國少年共產黨」（簡稱「少共」:3）成立:56。8月1日，旅歐中國少年共產黨機關刊物《少年》創刊:3。赵世炎經常到哈金森橡胶厂，王若飞也到工厂做工常與邓接觸，邓开始阅读《新青年》、《向导》等「關於社会主义的书報」:57。
1923年6月11日，邓离开沙莱特来到巴黎，在工厂做工，又在旅欧共青团执行委员会（支部）担任宣传干事:59。1923年底，鄧因执行委员会书记部需要人手，离开工厂到书记部工作，主要是参与编辑出版旅欧共青团机关刊物《少年》，每月一期:59。雜誌宣稱要反對軍閥統治和帝國主義，讀者是針對留法中國學生:22。秋，中共旅歐支部召開第二次代表大會，決定將機關刊物《少年》改為《赤光》:3。《赤光》多數是半月刊，影響勤工俭学生、华工和各界华人:59-60。《赤光》更着重宣传反对帝国主义列强和封建军阀压迫，阐述现阶段中国革命的任务，以配合国内推動发展国民革命運動:60。由周恩來负责编辑、发行和主要撰稿；邓以“希贤”等笔名写文章，並负责刻蜡板和油印:14，所以获得綽號「油印博士」:5。鄧白天做工，下工後即趕到《赤光》編輯部工作:60。鄧寫不少文章，攻击曾琦、李璜等「国家主义派」:60-62。鄧和周經常工作到深夜，常在編輯部小房間裡打地鋪；鄧很敬重周，耳濡目染，獲益良多；從此友誼逾半世紀:60。鄧實際上變成青年領袖周的徒弟，能觀察其如何建立組織:5。邓往家裡寄七八期《赤光》；期间给家裡写信讲退婚，邓父母沒有辦法，只好說通唐家女兒，由鄧家置辦嫁妝，把她作為鄧家女兒嫁出去:62-63。鄧通過和中國革命大戰略家交往，培養看問題的獨特眼光，能從「統領全局」的高度思考如何落實理論、用理論影響社會:5。
1924年，周擔任中國國民黨旅歐支部代理執行部部長；4月，邓以个人名义加入中国国民党:63。7月，国内党组织召周回国工作:63。7月13日至15日，旅欧中国共产主义青年团召开第五次代表大会，改选执行委员会；邓、周唯真、余增生、李俊傑、徐樹屏5人当选为新的执行委员会（支部）委员:63。7月16日，在执委会举行第一次会议上，邓、周唯真、余增生3人组成执行委员会书记局，负责旅欧共青团的日常工作；邓负责抄写、油印和财务管理:63。按照中共的決定，旅歐中國共產主義青年團執委會包括鄧在內的全部成員，自動成為中共黨員:22。9月、10月间，邓染上伤寒，病倒；在医院和疗养院住兩个月:65。期间邓还在《赤光》上撰文，攻击「国家主义派」和帝国主义:65-66。12月，邓參加旅欧中国共产主义青年团第六次代表大会；邓被选入执委会（支部）監察处和工会运动委员会；会后又被委任为6位宣传部副主任之一，司理工人运动事宜:66。
1925年春天，鄧受黨組織委派擔任中共里昂區黨特派員，領導里昂地區的黨團工作和華工運動:4。邓作為支部特派員，任共青团里昂支部训练干事；4月兼任党的里昂小组书记，成为里昂党团组织的主要负责人；鄧同時在里昂做工:66。五卅运动後，中共旅歐黨團組織声援反對帝國主義；6月21日，几百名旅欧华人到達中国驻法公使馆示威:66-67。随后中共旅欧支部负责人任卓宣、李大章等20多人相继被捕；邓回到巴黎，接替党团组织的领导工作:67。6月30日，邓与傅鍾、毛遇顺三人组成中国共产主义青年团旅欧区临时执行委员会书记局:67。8月16日，邓被推选为中国国民党驻法总支部执行委员会监察委员；此间邓还与傅钟、邓绍圣等担任中国国民党驻法总支部在巴黎主办的报纸《国民》的撰稿人:68。次日，旅欧中国共產主义青年团第七次代表大会第一次执行委员会会议決定邓、傅钟、施去病3人组成书记局，傅钟任书记:68。邓的频繁活动引起法国政府注意；8月20日，法国警方查明邓在布洛涅-比扬古住，并侦察到邓领导旅欧共青团执委会活动:68。9月15日，邓参与组织召开1,000多旅法华人参加的反帝大会:69。11月6日，为掩护身份，邓进入雷诺汽车厂做工，分配在钳工车间，工号82409A；邓在雷诺学到一些钳工技术:69。「文化大革命」中，鄧被送到江西省新建县拖拉机修配厂监督劳动时，重操鉗工:69。11月15日，邓主持召开会议，纪念不久前被法国政府驱逐出境、回国途中病逝于海轮上的中国国民党旅欧支部负责人王京岐:69。法國政府監視會議:70。
1926年1月3日，邓在旅法中国行动委员会秘密会议上发表讲话，主张支持冯玉祥与苏联建立良好关系，以推进反帝反军阀斗争；法国警方掌握邓等人活动详情:70。1月8日，巴黎警察局长发出命令搜查邓等人住处，并将邓等3人驱逐出境:71。法国警方在邓住处找到大量法文和中文宣传共产主义小册子、中文报纸及印刷设备:71。邓等已於前一天晚上离开法国去前往莫斯科:71。早於1925年5月，中共旅欧支部决定邓前往莫斯科，選送他们先到莫斯科东方劳动者共产主义大学培训一段时间，然后回国参加大革命:72。邓结束5年零3个月的旅法生活:72。邓旅法5年，喜歡、牛角面包，嗜飲葡萄酒和咖啡，同時爱上看足球，曾有一次花5法郎（1天饭钱）买一张最便宜门票看足球比赛:13。

### 職業革命者
邓一行在德国柏林停留一週，受到中共旅德支部和德国共产党组织热情接待，还参加德共组织召开群众会议:72。
1926年1月17日，邓等人到達莫斯科，進入東方勞動者共產主義大學（簡稱「莫斯科東方大學）學習，隨後轉入莫斯科中國勞動者孫逸仙大學（簡稱「莫斯科中山大學」）:73。邓俄文名字叫伊万·谢尔盖耶维奇·多佐罗夫（:25），學員證號碼為233:76。其中一个「理论家小组」，云集国共兩党学员，包括中国共产党党员邓和中国国民党党员谷正纲:13。邓曾和蒋经国分在一個團小組:81，不過蔣經國与邓不同班:13。邓開始被分在第9班，後來編入第1、2、11和7班:78。学校課程主要有：政治经济学（以《資本論》為主）、現代世界觀、俄國革命理論與實踐、民族與殖民地問題、中國革命運動史、世界通史（革命運動部分）、社會發展史、哲学（辯證唯物主義與历史唯物主義）、經濟地理、列宁主义（主要學習斯大林《論列寧主義基礎》）、军事課、俄语課:76。邓專心讀書，鑽研馬列主義基本理論:5。因为刻苦钻研、敢言善辩的作风，邓又被同学们戏称为“小火炮”:114。3月，馮玉祥在李大釗安排下訪問蘇聯，5月抵達莫斯科:83。在馮堅持下，中共中央和莫斯科中山大學、莫斯科東方大學商量選出邓等20多人:84。9月16日，根据中共中央的指示，邓陪同访问苏联的冯返回中国:28。1926年底，邓奉命回国参加革命活动:13。
在法國五年和在蘇聯一年，使邓比毛泽东更瞭解世界發展之大勢，對中國更有洞察力；邓有機會觀察一個現代國家之工商業，並得以觀察蘇聯如何應對現代化:5。

#### 渐露锋芒
1927年春，邓由蘇聯途經蒙古回到中國:5。在庫倫待一個月後，邓等人登程西安，是馮和國民軍聯軍總司令部:86。1月12日，邓和其他20名年輕共產主義政治教導員一起，被共產國際派往馮那裡:25。2月，中山軍事政治學校在西安成立，中國共產黨員史可軒為校長，鄧為政治部主任，劉志丹等擔任教官:2637。2月底，邓一行離開寧夏城，騎馬於3月底到達西安:87。3月:5，邓被分配到剛成立之西安中山軍事學校任政治處長兼政治教官，同時兼任該校共產黨組織書記；學校是國民軍聯軍駐陝總司令于右任創辦，實際上由劉伯堅等幾位中國共產黨人幫助籌建:89。回国后，邓奉命同冯到内蒙古，并在冯手下担任第七团政治委员:343-345。另外西安中山學院被譽為「西北革命學府」，邓一般在週六到學院作專題報告；西北軍官學校後改名「國民軍聯軍軍事政治學校」，續範亭任校長，鄧和劉伯堅等兼任過教官:91-92。4月，第一次国共合作破裂:25。6月底，邓離開西安經鄭州去武漢:93。7月初，邓到達武汉，見到周和聶榮臻，經中央軍委介紹，邓到中共中央机关工作任中央秘書；邓作為中央秘書，主要是管文件、交通、機要等，在中央重要會議作記錄和起草一些次要文件:94。邓隨黨中央機關，為適應秘密工作，由「希賢」改名為「小平」；當時黨中央與全國大多數黨組織失去聯繫，中央機關工作不多:95。8月7日，為檢查和糾正黨在大革命後期錯誤，制定新路線和政策，中共中央在汉口召开紧急会议，即八七会议:95-96。邓擔任會議記錄工作:98。同年底，中共中央秘密遷到上海後，鄧擔任中共中央秘書長，主要管理中央機關文書、機要、交通、財務等工作:6。
1928年1月，周任中共中央組織局主任，處理中央機關日常事務；邓協助周等中央領導人處理中央機關日常事務，列席中央各種會議並做記錄:104。邓作為中共中央秘書長，在國內協助李維漢、任弼時處理中央日常工作:7。為保證安全，中央負責人不斷變換住址，彼此都不知道，由鄧單線聯繫；為適應秘密工作，並有效開始工作，中共中央提出「以絕對秘密為原則」，秘密機關群眾化、黨之「負責幹部職業化」，幹部以某種職業為掩護；邓開過雜貨舖作為黨中央開會地方，後來又開過古董店作為黨中央和共產國際代表之聯絡點:106。5月18日，邓等留守中央組織起草第47號通告，規定對黨組織整頓、發展和秘密工作，並提出若干具體辦法；5月31日，中共中央組織科又印發《秘密工作常識》，作為各級黨組織和黨員秘密工作守則:110。6月底，邓被选为中国共产党中央书记处副书记，帮助新的中共中央书记向忠发工作:82-92。由于邓从来不引人注目，而且很快就学会上海话，因此成为地下活动理想接头人:29。8月29日，邓列席中央政治局常委特別會議，聽取李立三代表中央政治局報告中國共產黨第六次全國代表大會情況、新中央組織機構設立和政治局常委分工等:114。9月，在上海，邓與張錫璦介紹張曉梅正式加入中國共產黨，張曉梅被分配在黨中央機關工作，為中央職工部整理材料，並擔任中央翻譯科的機要交通:7。11月13日，向忠發主持召開六大後第三次中共中央政治局會議，討論中央各部工作分配及中央工作計劃，特別討論中央秘書長人選；周提出，中央秘書長主要是技術、事務性秘書長，不一定要中央委員來做；會議決定中央秘書長改稱中央事務秘書長；第二天，中共中央政治局第十四次常委會決定鄧小平任中央事務秘書長:114。邓安排會議議程，列出討論議題，會議後對決定事項檢查作實:115。
邓和張錫媛跟周和鄧穎超夫婦成為鄰居，一起從事地下工作:26。

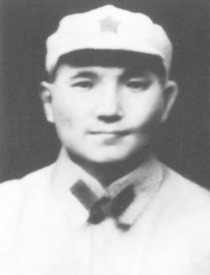
邓攝於1929年

1929年，在一次討論李立三主張奪取中心城市時，邓稱：國民黨有幾百萬軍隊，現在革命正處在低潮，我們剛剛組織起來，沒有足夠的武裝，土槍土炮的怎麼打得贏:116。7月30日，中共中央政治局會議決定派鄧去四川巡視一次，為期三個月:116。8月13日，中共中央政治局決定調趙容接替鄧工作，後因故作罷:118。8月20日，中央政治局會議決定組織四川問題委員會，由楊殷、鄧等5人組成，8月24日楊殷和彭湃等被捕；8月27日，中共中央決定由曉野接替鄧任中央事務秘書長:118。邓在左江龙州对龙州暴动做了布置后，前往上海向中共中央汇报工作。在邓离开期间，陈豪人、张云逸、李明瑞、俞作豫等分别于1929年12月11日和1930年2月1日发动百色起义和龙州起义，建立左江和右江两块根据地，创立中国工农红军第七军、第八军:110。在百色，鄧親自組織發展工會，先後建立各行業工會19個，在12月初還建立百色總工會，並組建百色工人赤衛營:135。12月11日，「中国工农红军第七军」在百色县城广场集结，宣布成立:26。同时，在左江宣布成立苏维埃政府，张云逸和邓分別就任红七军司令员和政治委员:26-27。12月上旬，邓從龍州動身，中旬到香港，在香港參加中央軍委召開之「對廣西紅軍工作布置的討論」會，在會上作「補充報告」:10。

#### 第一次下台

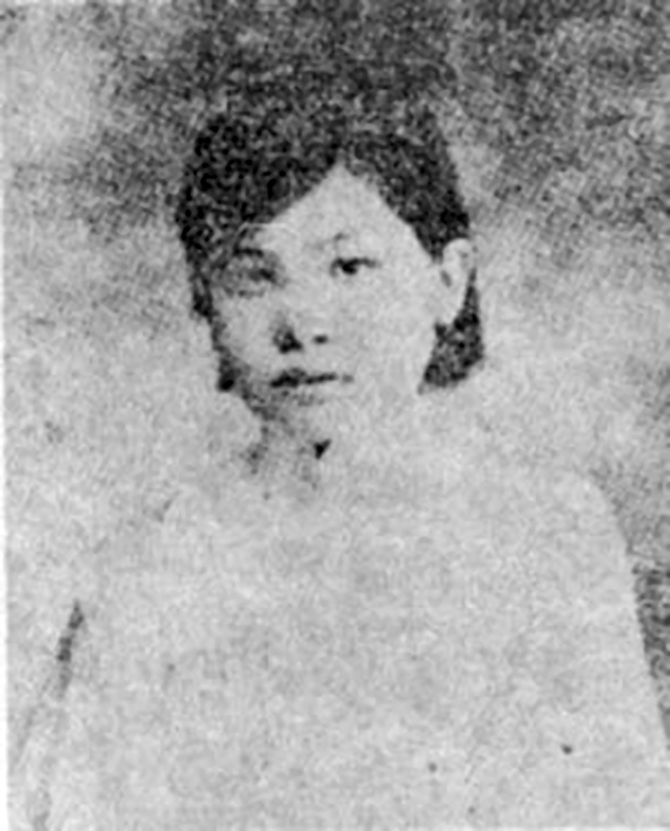
邓的第二任妻子金维映

1931年8月，邓担任中共江西瑞金縣委书记:15，同時兼管黨在尋烏縣和安遠縣之工作:28。9月初到10月初，瑞金縣第三次工農兵代表大會召開，邓代表贛東特委在會上宣佈，撤銷李添富縣委書記、縣肅反委員會主任之職務並予以拘捕:197-198。刚到任就凭其出色调解能力和裁决能力，平息当地政治迫害性质肃反运动:34:50-83。不久，瑞金成为中华苏维埃共和国首都，邓离开了党委书记职位，成为军委总政治部秘书长:34。
1932年6月，中共中央和江西省委決定，在会昌建立中共會昌中心縣委，也稱會尋安中心縣委，由鄧担任书记:201。邓积极推行毛泽东“富农路线”，组织地区武装力量，是当时党内毛泽东支持者之一:290。邓對毛泽东產生極大崇敬:28。冬，邓任會昌中心縣委書記，領導會昌、尋烏、安遠三縣工作，半年後又調任江西省委宣傳部長:16。

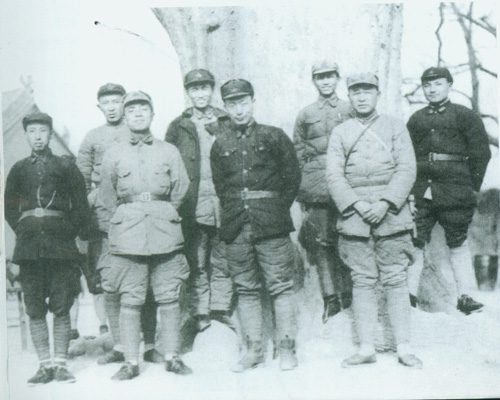
1936年2月，红一军团、红十五军团部分领导干部在陕西淳化合影。前排左起：王首道、杨尚昆、聂荣臻、徐海东。后排左起：罗瑞卿、程子华、陈光、邓小平

1933年，由於反羅明路線運動開展以及尋烏事件，邓第一次被打倒:206。時任江西省委書記李富春，在鄧小平下放幾個月後把邓叫回來，委任為江西省委宣傳幹事:28-29。3月中旬，李富春安排鄧到江西省委擔任宣傳部長:207-208。4月15日，中共蘇區中央局主辦《鬥爭》報發表《羅明路線在江西》一文，批判邓、毛澤覃、謝唯俊、古柏:16-17。他們擁護毛澤東提出的正確主張，反對和抵制王明「左」傾教條主義；反對「城市中心論」，主張發展敵人力量薄弱之廣大農村；反對軍事冒險主義，主張誘敵深入；反對削弱地方武裝來擴大主力紅軍，主張發展各種武器力量；反對「左」之土地分配政策，主張平均分配土地，「給富農以經濟出路」:211。邓受中共內部王明派打击和批判:14。邓儘管承受著極大壓力，被迫作檢查，但沒有絲毫放棄原則:211。李维汉等極左势力抨击罗明、邓政治路线，实质是批评毛泽东战略方针，历史上称之为邓、毛、谢、古事件:34:154。此后，邓被一步步剥夺权力，从省党委书记被撤职:12。邓被撤銷中共江西省委宣传部长之职，调到红军总政治部，主编总政治部机关报《红星》:14。并迫于压力，做出自我批评，被关进拘留所:67。邓受到嚴厲指責，被稱為「毛派頭子」，甚至邓第二任妻子金維映也加入批判鄧:28。此时金维映提出离婚，随后改嫁于李维汉:20。批判鬥爭結束後，邓受到撤銷省委宣傳部長職務和黨內最後嚴重警告處分，被下派到樂安縣屬南村區委當巡視员:215。半个月后又被调回红军总政治部:12。邓回寧都後，到七里村監管勞動；第五次反圍剿，紅軍總政治部缺人手，臨時負責人賀昌是鄧老友，向王稼祥推薦鄧擔任總政治部秘書長；邓於6月回到瑞金，是「三起三落」之第一次「落」和「起」:216-217。
在第五次反围剿中，中國國民黨把中國共產黨趕出根據地:29。在中共中央和紅軍總部機關撤離瑞金前夕，紅軍總政治部副主任代行主任李富春決定，邓隨軍轉移:224。1934年10月21日，中央紅軍開始長征，邓參加長征:18。长征初期，邓负责《红星报》编辑出版:18-20。12月18日黎平會議後，邓調任中央縱隊秘書長，也就是中共中央秘書長；原任鄧穎超患上肺結核病，向中央請求不再擔任中央秘書長:。
1935年1月，在毛泽东、周恩来推荐下:19，中央秘書長邓参加遵义会议，並擔任會議記錄工作:232。邓作為書記員得以出席會議:29。5月12日，邓出席在四川省會理縣城郊召開的中共中央政治局擴大會議:19。6月26日兩河口會議後，中央決定調鄧擔任紅一軍團政治部宣傳部長，由劉英接替鄧擔任中央秘書長:235。在党内发生张国焘分裂事件后，彭德怀、邓承担红军右路军主要指挥工作:97。9月12日，中共中央召開政治局擴大會議，決定軍委縱隊和紅一方面軍主力改編為中國工農紅軍陝甘支隊，鄧所在的紅一軍（7月21日，根據中革軍委決定，一軍團改為第一軍:237）被編為第一縱隊:239。10月19日，邓隨陝甘支隊到達陝北吳起鎮:240。10月29日，长征部队到达陕西北部时，邓患上严重疟疾:97，后因张学良调拨药品及物资帮助才得以摆脱生命危险:360。長征給中共造成重創，從江西出發時軍隊大約86,000人，很多人死在路上，還有一些人開小差，1935年10月到達陝甘寧邊區時只剩下不足10,000人；據邓的女兒說，隨著部隊日益減員，邓在長征途中負責宣傳以維持紀律，有不少機會與毛泽东交談:29。直羅鎮戰役打響後，邓隨紅一軍團（由陝甘支隊編成:241）政治部負責人到前線了解戰況:241。
邓把宣傳抗日民族統一戰線政策作為紅一軍團政治部宣傳部最重要工作:242。1936年2月5日，邓隨紅一方面軍東征:20。5月，中共中央決定東征紅軍撤回黃以西的陝北地區:245。5月18日，中共中央在延安太相寺召開政治局擴大會議，會後羅榮桓調到紅軍大學任教員，邓接替羅榮桓任红一军团政治部副主任:245。5月19日，邓隨紅一軍團從延川地區出發，參加西征:245。邓曾亲自编写红一军团许多重要材料和《战士报》社论:14。7月9日至7月19日，邓受中革軍委委託，到紅十五軍團八十一師和七十五師巡視政治工作:248。這年冬天，邓染上傷寒，長時間昏迷不醒，生命垂危；多虧張學良部隊給紅一軍團慰問品中有一批罐裝煉乳，邓靠吃煉乳支撐才恢復:252-253。12月14日，中革軍委決定，調朱瑞任紅二方面軍政治部主任，邓接替朱瑞任紅一軍團政治部主任:253。

#### 抗日战争

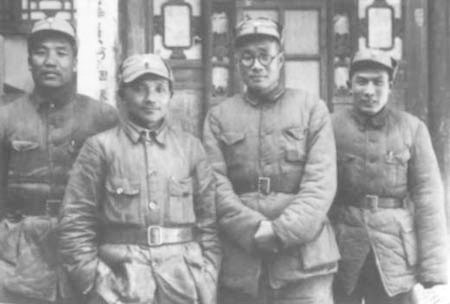
1938年1月，鄧任八路軍129師政训处主任。這是129師領導人在山西遼縣（今左權縣）桐峪鎮合影。左起：李達、邓、劉伯承、蔡樹藩

1937年6月14日，中革軍委決定鄧接替楊尚昆擔任中國工農紅軍總政治部副主任、紅軍前敵總指揮部政治部副主任:255。7月7日，蘆溝橋事變发生，全國抗日戰爭開始:20。7月28日，中共中央決定：紅軍8月15日完成改編，8月20日出動抗日；紅軍改編後設總指揮部，朱德為正指揮，彭德懷為副指揮，任弼時為政治部主任，鄧為副主任:260。8月9日，周恩來、朱德、葉劍英、邓赴南京參加蔣召開之最高國防會議，同時進行國共談判:20。根据第二次国共合作双方协议，8月22日中国工农红军改编为国民革命军第八路军，邓任八路军总政治部副主任，与周恩来等，到太原搞统一战线工作:51-52。8月25日，洛川中共中央政治局擴大會議結束，中革軍委決定：紅軍總政治部改為第八路軍政治部，以任弼時為主任，鄧為副主任:262。9月20日，第二戰區民族革命戰爭戰地總動員委員會（簡稱動委會、戰委會:22）在太原成立，動委會是周、彭德懷同閻錫山商談決定建立:22，國軍愛國將領續範亭任主任委員、中共代表程子華任人民武裝部部長，南漢宸任組織部部長、武新宇任動員分配部副部長；鄧、彭雪楓為八路軍代表，不駐戰動總會領導機關等參加領導工作:269。12月13日，中共中央政治局會議決定鄧接替張浩任第129师政训处主任，張浩因患嚴重腦病回延安療養:286。

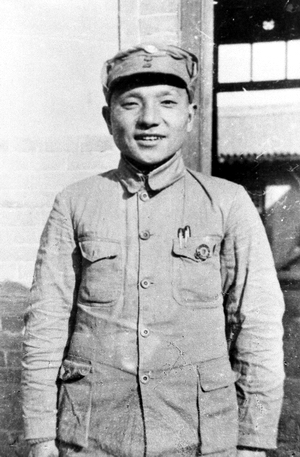
1937年，邓身着国民革命军军服

1938年1月5日，中共中央軍委正式任命鄧為第129師政训处主任:286。邓与师长刘伯承一起抗日:400:6。1月初，邓寫成《動員新兵及新兵政治工作》一文:284。邓任第一書記，劉伯承任第二書記，使鄧權力更大，有權判斷部隊戰前政治準備和周圍環境:30。1月18日，到達129師任職視事:24。實際上，邓在八年抗戰時期為山西太行山區的最高政治領導人:31。2月2日至2月3日，鄧主持召開129師軍政委員會第五次會議，會議決定師主力向平漢路東發展，首先進擊昔陽之敵，爾後乘勝東進，在平漢路兩側建立新游擊區:294-295。邓要建立自給自足之經濟，為當地數萬居民和部隊提供足夠之口糧，同時還要生產足夠的經濟作物，並使當地工業能夠生產出足夠之布匹和其他日用品；邓還要為正規軍徵募兵員，評估軍事行動之政治意義:31。刘邓二人率军在河北南部平原地区开辟抗日根据地:250，1至9月，刘邓二人共创“麻雀战术”卓有成效:242。5月以後，鄧多次走出太行山，同劉伯承、徐向前一起指揮129師主力東進冀南，開展平原遊擊戰爭:312。当时来访的美国海军少校、驻中国国共军队运动观察员伊·福·卡尔逊评论邓：“是一个矮小、健壮和健谈的人，他对事物的理解就像芥末那样锐利（as keen as mustard）。”:909月29日至11月6日，邓出席中共中央在延安召開的擴大六屆六中全會，並在會上報告地方工作:27。11月9日，中共中央政治局發出《關於北方局及分局委員的通知》，決定：以朱德、彭德懷、楊尚昆、聶榮臻、關向應、邓、彭真、程子華、郭洪濤為北方局委員，楊尚昆兼北方局書記:27。11月23日，鄧從延安到達西安，準備返回太行前線:334。12月7日，中共中央書記處會議決定：全國我軍中黨務委員會由王稼祥、朱德、彭德懷、譚政、項英、陈毅、聶榮臻、邓、關向應、程子華、林彪、劉伯承、賀龍、蕭勁光等26人組成:27-28。
随后13年，邓和刘伯承一直并肩战斗:185-189，129师和晋冀鲁豫野战军（即第二野战军、中原野战军），后来被称为“刘邓大军”而留名史册:70。劉伯承有善待部下之名聲，鄧則對部下要求甚嚴，打起仗來不顧一切；在處決懷疑給中國國民黨做奸細之士兵時，劉伯承也要比邓更慎重:30。比起毛泽东在延安遠離敵人，有時間研究黨的理論和全局性戰略，又有閒暇暢遊於歷史、哲學和詩詞當中；邓政委住在太行山區，更接近日本人前線，幾乎沒有時間研究理論，鄧得擔起實際責任，處理和居民有關的各種問題:31。从1937年到1945年，刘邓开辟晋冀鲁豫根据地，邓任根据地党委第一书记。他主张宣传中国共产党思想:99，推行地主“减租减息”、农民“交租交息”等政策，以团结一切可能的抗日力量:42。

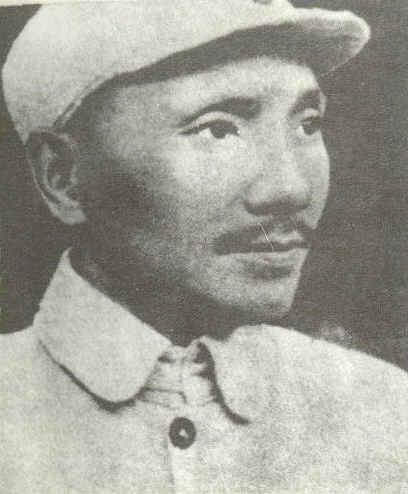
邓攝於1941年

1939年4月29日，邓抵達延安:349。7月，邓參加中共中央政治局擴大會議:29。8月，同卓琳在延安結婚:30。卓琳曾就讀於北京大學物理系，曾說過邓在大多數共產黨幹部中是個出類拔萃者:31。
1940年7月22日，朱德、彭德懷、左權聯名致電聶榮臻、賀龍、關向應、劉伯承、鄧等，下達《戰役預備命令》:395。8月20日，按刘伯承、邓部署，在正太路西段開始破路作戰:399。8月22日，劉伯承、鄧收到彭德懷、左權簽發第一份戰鬥通報，首次使用「百团大战」一詞:400。邓没有实质参与战役，但默许其部队参加:91。8月至2月，邓與劉伯承率129師參加八路軍總部發起「百團大戰」:34。胜利消息傳到延安，毛泽东立即致电彭德懷：「百團大戰真是令人興奮，像這樣的戰鬥是否還可組織一兩次？」:402蒋也致电嘉奖朱德、彭德怀:402。但这次战役在文化大革命中成为红卫兵口实，指责邓反对毛泽东游击战方针:58-56。
1942年末，邓回到延安，支持毛泽东整风运动:75-76:86，在抗日根据地推行三三制:8。1942年，邓成为中国共产党北方局书记:49。
1943年1月25日至2月21日，太行分局在涉縣溫村一個教堂召開高級幹部會議，史稱「溫村會議」，由鄧主持:73。8月1日，中共中央政治局致電北方局、太行分局等，決定在彭德懷到延安參加第七次全國代表大會期間，由邓任北方局代理書記:102。10月6日，中共中央決定：太行分局與北方局合併，撤銷太行分局，由北方局直接領導太行、太岳、冀南、冀魯豫四個區黨委的工作；同日，根據中央軍委決定，129師與八路軍總部合併，保留129師番號，另建太行軍區；八路軍總部機關和129師師部機關合併辦公，全部合併八路軍總部、129師師部、太行軍區的後勤工作；八路軍總部直接領導太行、太岳、冀南、冀魯豫四個軍區工作:102-103。
1945年6月，邓在中国共产党第七次全国代表大会上当选中央委员:189-190。8月20日，中共中央決定撤銷中共北方局，成立中共晉冀魯豫中央局，鄧任書記、薄一波任副書記，同時成立晉冀魯豫軍區，任劉伯承為司令員、邓為政治委員:7793。8月20日，129師太行、太岳軍區與冀魯豫軍區合併為晉冀魯豫軍區，劉伯承任司令員，邓任政治委員:143；滕代遠、王宏坤為副司令員，薄一波、張際春為副政治委員:51。

#### 第二次国共内战

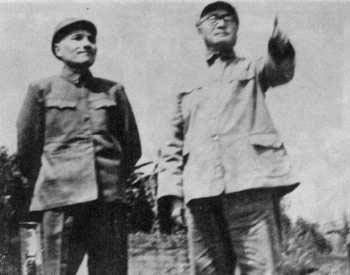
1949年渡江战役，邓（左）与刘伯承亲临前沿部署作战

1945年8月15日，日本宣佈無條件投降，9月2日日本簽字投降:143。1945年冬，晋冀鲁豫野战军（后改称中原野战军、第二野战军）建立，劉伯承任司令員，邓任政治委员:54。9月，刘邓大军在上党战役中成功运用“围三阙一，网开一面。虚留生路，暗设口袋”的战术歼灭阎锡山3.5万国军:32，随后发起平汉战役同样取胜，配合毛泽东在重庆进行谈判:44-45。
1946年8月，刘邓大军与陈毅华东野战军协同作战，邓被任命为中原局第一书记:223。1947年5月15日，中共中央中原局成立，邓任書記，鄭位三、李先念、李雪峰為副書記:59。劉鄧奉命率軍進入華中平原一側之大別山，毛泽东調動的直接目的是要把國軍趕出西北地方，還希望在華中平原附近建立一塊根據地:32。6月30日，刘邓率军南渡黄河，进入大别山地区:94，在此期间邓与刘伯承关系极度不合，在大别山区土改问题上邓与刘伯承矛盾严重。劉鄧大軍很多人戰死或饑寒交迫；倖存者處境艱險，極易受到敵人攻擊，或因缺少給養而損失:32。
1948年3月，邓同劉伯承率主力出大別山與陈毅、粟裕野戰軍和陳賡、謝富治集團會師中原:73。5月9日，中共中央、中央軍委作出《關於改變華北、中原解放區的組織，管轄地及人選的決定》，決定將晉察冀及晉冀魯豫兩解放區，兩中央局合並為華北中央局，兩軍區合並為華北軍區，兩邊區政府合並為華北聯合行政委員會，以劉少奇兼華北局第一書記、薄一波為第二書記、聶榮臻為第三書記，聶榮臻為華北軍區司令員、薄一波為政治委員，董必武為華北聯合行政委員會主席，鄧為中原中央局第一書記、陳毅為第二書記、鄧子恢為第三書記，劉伯承為中原軍區及中原野戰軍司令、鄧為政治委員:74。9月8日至8月13日，中共中央在西柏坡召開政治局會議，又稱「九月會議」，邓作為中央委員、中原局第一書記參加會議:263。10月22日晚，中原野戰軍佔領鄭州；邓和陳毅當晚趕到鄭州，住大同路原國軍鄭州綏靖公署，立即指揮部隊東進開封，國軍棄城，第二天直取開封:269。
鑒於淮海戰役規模擴大，加強統一指揮，中央軍委接受粟裕建議，11月1日電告陳毅、邓、粟裕並告華東局、中原局：「整個戰役統一受陳鄧指揮」:272。淮海戰役，中共在投入兵力外，還動員100多萬農民為部隊運送糧草軍需，徵用70多萬頭牲口作為運輸工具；在淮海戰役的最後階段，毛泽东下令成立總前委，將50萬解放軍納入邓總書記的統一領導:33。在对国共第二次内战具有重大意义的淮海战役和渡江战役中，邓任总前委书记:149:6，负责对前线军队战略指挥:130-133，并对不同解放区进行有针对性的土地改革和政治改革:108,124。劉伯承擔心部隊安全，試圖挖更多戰壕以抵禦國軍優勢火力，邓卻堅持進攻；後來有人批評邓說，邓在戰役初期把部隊置於危險，造成不必要傷亡，也沒有挖築更多防禦工事:33。
1949年3月14日，中央決定：邓為華東局第一書記，饒漱石為第二書記兼上海市委書記，陳毅為第三書記兼上海市長，劉伯承為南京市長兼市委書記:84。4月21日，解放军輕鬆擊潰抵抗渡過寬闊之长江:33，攻下南京市:37。7月16日，中共中央決定由邓、劉伯承、賀龍等組成中共中央西南局，邓任第一書記、劉伯承任第二書記、賀龍任第三書記，正式成立是11月23日:87-88。9月21日至9月30日，中國人民政治協商會議第一屆全體會議在中南海懷仁堂隆重舉行，邓當選為中央人民政府委員:90。

1949年，邓（左一）与贺龙、朱德一同出席全军“八一”建军节二十五周年体育运动大会开幕式

### 中华人民共和国成立后

#### 建国初期

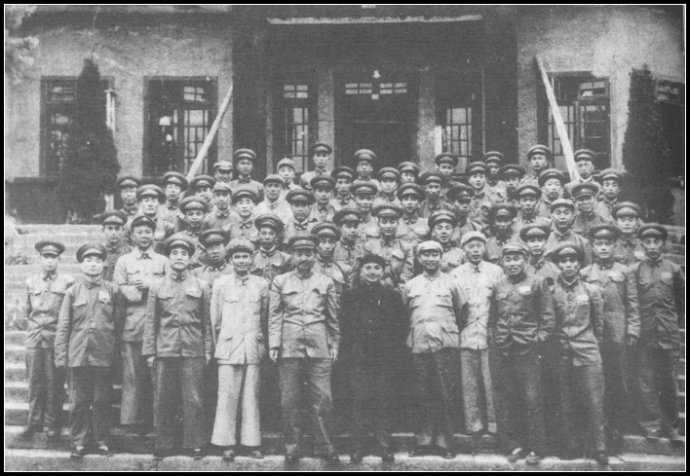
1950年，西南军区军队整编会议与会者合影。前排左起：孔从洲、李达、张子意、贺龙、邓、陈赓、陈鹤桥、韦杰。第三排右五尹先炳，第四排右六为秦基伟、右七杜义德

1949年10月1日，中華人民共和國宣告成立:90，作为中原局第一书记和第二野战军代表，邓参加在天安门广场举行的中华人民共和国开国大典:6，被选为中华人民共和国中央人民政府委员、政协委员和中苏友好协会执行委员会成员:203。10月19日，人民革命軍事委員會組成，毛澤東為主席，朱德、劉少奇、周恩來、彭德懷、程潛為副主席，賀龍、劉伯承、陳毅、林彪、徐向前、葉劍英、聶榮臻、高崗、粟裕、張雲逸、邓、李先念、饒漱石、鄧子恢、習仲勳、羅瑞卿、薩鎮冰、張治中、傅作義、蔡廷鍇、龍雲、劉斐為委員:90。随后，邓又和刘伯承率军攻下云南、贵州、西康等西南省份:46。1949年12月2日，鄧出任西南軍政委員會副主席:92。1949年底，邓担任西南军区政委、西南地区财政经济委员会主任:423:313。在任期间，他彻底清除云南的鸦片烟馆、平衡少数民族和汉族关系:161-165，实施土地改革等:389-392:141,151,173。
1950年1月8日，二野電告黨中央、毛澤東，確定由十八軍擔任入藏任務:93。邓和周恩来坚定站在毛泽东一边:2472。1951年，邓從西南和西北軍區抽調兵力控制西藏並建立秩序:35。
在回北京任職前，邓參加成渝鐵路竣工儀式:35。1952年7月，邓調到中央工作，他先任政務院副總理兼財經委員會副主任，兼任過政務院交通辦公室主任和財政部長:102。毛泽东下達書面命令：凡提交黨中央的政府文件首先要經邓過目:35-36。7月，周恩来提議鄧8月份起到北京主持政務院日常工作，劉少奇提出希望鄧將西南工作佈置後即到中央:7-8。8月7日，朱德主持召開中央人民政府委員會第十七次會議，任命邓為政務院副總理:7。8月，邓被调派北京，全家住进中南海:2472。8月10日，周恩来提出政務院黨組更名為中央人民政府黨組幹事會，以周為任政府黨組書記，陳雲、鄧分任第一、第二副書記:8。8月13日，邓正式上任，主持召開政務院第148次會議，周在會上宣佈：在我奉毛澤東主席的命赴蘇聯期間，由邓代理總理職務:8。邓和毛泽东一起參加會議，研究制訂第一個五年計劃，以及把個體農業和小工商業集體化、把大工業國有化之「社會主義改造」方案:36。10月22日，邓給毛泽东、周寫信，提出「『三反』、『五反』，可以結束」，經毛泽东、周審閱同意，10月25日「三反」、「五反」運動正式結束:16。通過和毛泽东、周一起參加會議，邓得以學習兩位領導人如何評估國家大事；邓也瞭解作出重大決定之理由，思考根本變革之大框架:36。
從1953年到1954年，邓不僅擔任憲法起草委員會委員，而且擔任選舉法起草委員會委員，還擔任中央選舉委員會委員，稍後又被任命為該委員會秘書長:30。1953年2月28日，西南軍政委員會改為西南行政委員會，邓任西南行政委員會副主席:103。3月3日，毛泽东指定：「凡政府方面要經中央批准的事件，請小平多管一些。」:103月10日，政府工作領導分工，明確鄧分管監察、民族和人事工作；4月18日，中共中央決定調整分工，明確鐵道、交通、郵電由邓領導:15。8月17日，中共中央政治局決定邓兼任政務院財政經濟委員會第一副主任和財政部部長:38。邓主導著與各省協商，以確定各省要上繳多少糧食和稅收，以及中央政府要向各省份配多少:36。从1953年9月18日起，邓担任1年财政部长，主持中央财政工作:52:193-197。邓必須作出重大判斷，向毛泽东和周彙報各省完成糧食配額和上繳稅收之能力:36。1954年4月27日，中共中央政治局擴大會議決定撤銷大區一級黨政機構:104，邓第三次出任中共中央秘书长:148兼中共中央組織部部長:65。1954年9月15日至9月28日，邓出席在北京舉行第一屆全國人民代表大會第一次會議，根據周總理提名，大會決定陳雲、彭德懷、鄧等10人為中華人民共和國國務院副總理；根據毛澤東主席提名，大會決定朱德、彭德懷、鄧等15人為國防委員會副主席:105:148。9月29日，毛泽东任命邓為國務院副總理:35。直到12月大區黨政機構撤銷，邓一直兼任西南局第一書記:11。12月28日，邓又根據他主持召開之會議討論意見，向中共中央提交書面報告，提出撤銷中央地區工作部，成立中央書記處第一、第二、第三、第四4個辦公室幫助中央工作:66。毛泽东對邓說：「中央的事由你們做，對外一律用中央名義，不用秘書長、副秘書長名義。」:66-67
1953年，陳雲、邓將高崗的活動情況向毛泽东反映，引起毛泽东的警覺:61。年底邓和陳雲向毛泽东密報：高崗有分裂黨的危險；毛泽东聽取警告:36。1954年发生“高岗饶漱石事件”，高岗和饶漱石两人企图与刘少奇、周夺权:51。按毛泽东之意見，1月25日和2月5日，邓同刘少奇、周一起兩次找高崗談話，點出他的問題；2月3日，邓同刘少奇、周、朱德、陳雲一起又找饒漱石談話，點出他的問題:62。四中全會之後，2月15日至2月25日，高崗問題座談會由周主持召開，饒漱石問題座談會由邓、陳毅、譚震林主持召開；2月23日，邓和陳毅發言，邓希望饒漱石抱著拋棄錯誤的態度，在座談會後向中央徹底交代，以便改正錯誤:63。邓专门负责对饶漱石调查:314-315，并在1955年3月召开党内会议上作《关于高岗、饶漱石反党联盟的报告》:335-338。1955年4月，中国共产党七届五中全会上，邓与林彪同时增补为中共中央政治局（补任弼时、高岗之缺）委员，进入党的最高领导机构:98。

邓欢迎达赖和班禅，1954年

邓是中共代表團團長，參加蘇共二十大，會議上赫魯曉夫譴責斯大林:37。1956年2月11日，邓同譚震林、王稼祥抵達莫斯科，與朱德、刘少奇曉會合:72；邓和朱德等在莫斯科參加蘇共二十大:71，邓、譚震林於3月3日回到北京:74。5月，中共中央主席毛泽东宣布开展“百花齐放、百家争鸣”运动:4192。邓不大贊成，认为可能引发一场反对中共的群众运动:35。
1956年8月30日，在八大預備會議第一次會議上，毛泽东提出：八大要把主觀主義、官僚主義、宗派主義的作風切實反一下:101。9月召开中国共产党第八次全国代表大会上，邓作关于修改党的章程的报告:371:212-256。其中指出中国共产党已经是执政党，容易产生脱离群众，脱离实际的危险，必须坚持群众路线，坚持民主集中制和集体领导制度，发展党内民主和人民民主，反对官僚主义，反对个人崇拜，加强党与群众的联系:6。但这次报告只是抽象批判个人崇拜，没有触及毛泽东的权威和权力:21。在開幕式上，邓當選為大會主席團成員、主席團常務委員會成員、大會秘書長:88。中共八大提出：我國的無產階級同資產階級之間的矛盾已經基本上解決:100。9月27日，中國共產黨第八次全國代表大會舉行第十二次會議，邓當選中央委員:109。9月28日，中國共產黨第八屆中央委員會一次全體會議在中南海懷仁堂舉行，邓當選為中共中央政治局常委、中央书记处总书记:109，成为党内排名第六的领导人，开始与刘少奇、周等一起负责日常工作:98。邓每周召开一次中央书记处会议，研究需要处理党政工作，重大问题提交中央政治局会议和政治局常务委员会讨论，中共中央和国务院各口负责人都在邓领导之下。11月10日至11月15日，中共八屆二中全會召開，確定在1957年開展一次新全黨整風運動:102-103。

#### 反右運動
邓在「雙百」運動中曾對地方幹部說，要聽得進批評意見，不要打擊報復:38。5月，邓兩次主持召開中央書記處會議，討論準備反擊右派進攻問題；5月23日，中共中央召開政治局擴大會議，邓在會上作關於最近整風「嗚放」情況和整風運動部署的報告:121。6月5日，邓離開北京到各地指導整風運動；邓分別在瀋陽、西安、成都和濟南作4個報告，是在反右鬥爭正式開展之際所作，從報告中可以看出，邓同毛泽东和其他中央領導人一樣，對當時思想政治領域的形勢和反右鬥爭的形勢，估計過分嚴重:124。
毛泽东在1957年夏發動「反右運動」，羞辱所有嚴厲批評中共者:38。随后在1957年到1958年间，中国共产党开展反右运动:121-123，邓任中共中央反右领导小组组长，主持并积极推进反右运动:19。毛泽东帶頭整大約55萬知識分子，把他們劃為右派，並吩咐邓具體操辦運動:38。1957年9月，中共八届三中全会召开，邓作《关于整风运动的报告》，把反右作为整风运动第二阶段。在反右運動中，有的知識分子傲慢自大、不公正批評幹部使邓感到惱怒；邓在反右運動中力挺毛泽东，維護黨的權威，打擊敢言的知識分子:38。邓後來對女兒說，他很後悔自己沒有作出更多努力，阻止毛泽东犯下嚴重錯誤:38。10月15日，中共中央正式發出《劃分右派分子的標準》，並在通知中規定：「在根本立場上並不反對社會主義和黨的領導，而只是對於局部性的工作制度、局部性的不屬於根本原則的政策、工作中的問題、學術性的問題、共產黨的個別組織、個別工作人員表示不滿，提出批評的人，即使意見錯誤、措辭尖銳，也不應劃分為右派分子；同樣，在根本立場上並不反對社會主義和黨的領導，而只是在思想意識上有某些錯誤的人，也不應劃分為右派分子。」:132-13323年后，邓承认自己对反右扩大化负有责任:274-283，但他仍主张发起这场运动并没有错:736:194-197，只是运动被错误扩大:253-257。由於在工作中普遍採取規定百分比，比例不夠就硬湊，造成主觀把一大批人錯誤劃成右派分子；許多正直有才華的知識分子，敢講真話的優秀黨員、幹部，還有同中國共產黨長期合作之愛國人士，長期受到委屈、壓制和不幸，不能在社會主義建設事業中發揮應有作用，是令人痛心的教訓:133。反右运动中有55万人被划为“右派分子”，是毛泽东最初估计右派人数100多倍:1204。在邓直接關心、指導下，到1981年底，被錯劃為右派分子者全部得到改正，反右鬥爭嚴重擴大化的錯誤得到徹底糾正:135。

#### 藏區騷亂
1957年3月8日，鄧主持召開中央書記處會議，聽取西藏工委書記、西藏軍區第一政治委員張經武彙報西藏工作情況；鄧小平要求積極做好西藏上層人士之統戰工作，說：「在西藏，分別左中右，以是否愛國為標準，不能以土改為標準。我們是依靠左派，爭取中間派。右派是分離派，只要沒有叛國，對右派也要做工作。」:199-2001958年9月8日，鄧主持召開中央書記處會議，聽取張國華關於西藏上層反動集團發動局部叛亂情況之彙報時，指示西藏工委和西藏軍區冷靜、理智處置，「在叛匪威脅黨政機關和主要交通線時就打，有把握的就打，沒有把握就不打」:201。

#### 大躍進
南寧會議上，中共中央決定由鄧抓石油工業:144。「大躍進」興起後，很快便普遍採取革命戰爭和政治鬥爭慣用之群眾運動辦法搞經濟建設，嚴重脫離實際，違背經濟發展之客觀規律，挫傷人民群眾之積極性，從而造成社會主義建設之巨大損失:150。1958年5月5日至5月23日，中共八大二次會議召開:153。會議通过毛澤東提出“三面红旗”的总路线，全面发动“大跃进”运动，邓对此赞成:19:214-215。会议结束后，邓作为总书记，积极推动“大跃进”各项工作，陈云后来说，“有些人到书记处找干劲，到总理那儿讲困难”:72。6月10日，中共中央下發經毛澤東審閱並修改之《中共中央關於成立財經、政法、外事、科學、文教小組的通知》：「這些小組是黨中央的，直隸中央政治局和書記處，向他們直接作報告。大政方針在政治局，具體部署在書記處。」:157經濟決策權高度集中，再加上黨內個人專斷作風日益嚴重，使黨中央和國務院之綜合協調部門再難以發揮作用:157。6月，鄧出席軍委擴大會議，毛澤東也到會講話，批評軍事工作上之教條主義；7月，鄧出來保護劉伯承，向毛澤東建議保留劉伯承中央政治局委員職務:162-163。7月31日，赫魯曉夫秘密到北京，毛澤東在鄧陪同下同赫魯曉夫舉行會談:217。8月，中共中央在北戴河召開政治局擴大會議（通常稱北戴河會議）；毛澤東要集中統一，保證重點放在工業上，工業主要是抓鋼鐵，「馬克思和秦始皇要結合起來」；鄧要求嚴格執行全國統一計劃，並「先保證重點」，「其他零星的不搞」:164-165。毛澤東說農村人民公社是人民群眾自發搞起來；鄧贊成毛澤東關於農村人民公社性質之意見:165-166。北戴河會議後，全國各地迅速掀起大辦鋼鐵之高潮；同時，全國農村迅速開展人民公社化運動，嚴重氾濫以高指標、浮誇風、瞎指揮和「共產風」為主要標誌之「左」之錯誤:167。9月至11月，鄧考察東北、華北和大西南，是從1952年調中央工作後時間最長、接觸地方和單位最多之調查考察:175。11月6日，鄧到達鄭州，參加毛澤東主持召開之中共中央工作會議，史稱「第一次鄭州會議」:176。

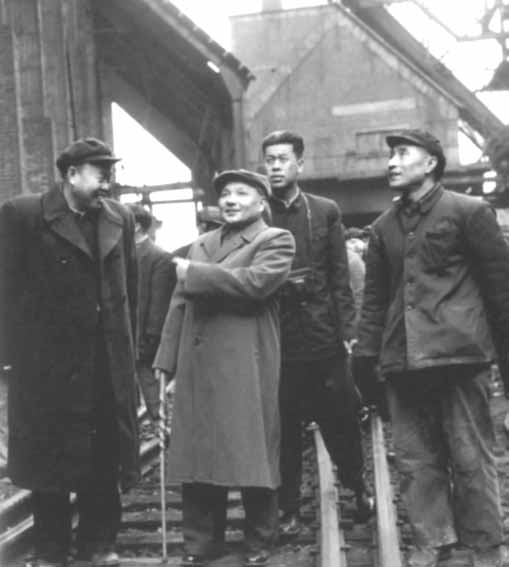
1958年12月，邓视察武汉钢铁公司

1959年，中共中央決定於4月初在上海召開八屆七中全會:194。4月5日，毛澤東談到权力集中在中央政治局常委和書記處之問題：「权力集中在中央委員會、政治局之外，還要提出集中在常委和书记处。……我掛正帅，就是大元帥，邓小平为副司令、副元帅。我們兩個人一正一副。」:1977月2日至8月1日，毛澤東提議中共中央在廬山召開政治局擴大會議，會議上一些批評「大躍進」和人民公社化運動之意見使毛澤東不能接受，而改變繼續糾「左」之初衷；根據毛澤東建議，8月2日至8月16日中共中央在廬山召開八屆八中全會，批判彭德懷以及黃克誠、張聞天、周小舟，全會最後通過《關於以彭德懷同志為首的反黨集團的錯誤的決議》，隨即在黨內開展「反右傾」運動:207。鄧因右大腿骨折住院治療而沒有出席會議，但他非常關心廬山會議；當時鄧對批判彭德懷表示不同看法:207。這使他免于陷入庐山会议的漩涡，只是发表一篇文字，形式上表明自己反对彭德怀、拥护大跃进的立场:156。「反右傾、鼓幹勁，掀起新的大躍進高潮」成為中心口號，高指標、浮誇風、命令風和「共產風」重新颳起來，從而導致國民經濟比例關係更加嚴重失調:208。
1960年，经过到基层视察，他和国家主席刘少奇成立紧急委员会，提出“农业六十条”、“三自一包”，开始调整国民经济:322-327。3月24日，鄧乘火車抵達天津，參加毛澤東召集之中央政治局常委擴大會議，史稱「天津會議」:209。因為沒有解決好黨和國家領導體制存在之嚴重問題，再加上一些別的原因，後來黨的集體領導原則和民主集中制不斷受到削弱以至破壞，個人崇拜盛行，導致「左」的錯誤，最終釀成「文化大革命」的巨大災難，給中國造成損失:212。9月16日，以鄧為團長、彭真為副團長之中共代表團離開北京，赴莫斯科參加中蘇兩黨會談；9月23日回到北京:220-221。9月30日，邓率中共代表团再次飛赴莫斯科，參加八十一國共产党和工人党国际会议文件起草委員會會議:221-222。
此后，邓积极参与调整和整顿国民经济，在1961年9月提出“工业工作七十条”，将经济发展从浮夸的理想主义引向实用主义:214-215:318-321,334-337。

1963年3月，邓（左一）与李先念、周恩来在北京西郊机场

1962年1月11日，七千人大會正式開始:292。邓在会上稱「更加注意堅持党的优良传统」，「避免沾染官氣」，「避免脫離群眾，脫離實際」:294。會上，毛澤東等中央領導人帶頭作自我批評，對工作中之缺點和錯誤承擔責任，對黨之民主建設產生深遠影響:295。會議仍然肯定總路線、「大躍進」和人民公社化運動「三面紅旗」是完全正確，沒有根本改變「左」之指導思想:296。毛泽东点名批评邓的经济措施，这使邓与毛泽东关系开始破裂:4607。毛澤東在八屆十中全會上講話，將階級鬥爭擴大化和絕對化，斷言在整個社會主義歷史時期資產階級都將存在和企圖復辟，並成為黨內修正主義之根源，使黨之指導思想日益陷入以階級鬥爭為綱之「左」之錯誤；會議還抵消七千人大會力倡在黨內加強民主集中制之努力，黨內民主生活不正常之現象日益嚴重，破壞實事求是之作風:310。
1963年7月6日，中蘇兩黨舉行第一次會談，苏方代表团团长苏斯洛夫擔任會議主席，並作長篇發言:327。7月14日，苏方不顾中蘇會談前雙方關於「在會談期間不發佈會談消息」之約定，发表《给苏联各级党组织和全体共产党员的公开信》，答覆中共中央6月14日信:332。邓回复：“我党历来就主张不要把兄弟党之间的分歧公开在敌人面前，但是，既然公开争论已被挑起，就应该在平等的基础上进行。我们从来是出于被迫的，从来没有首先攻击过任何别的党。我们受到公开攻击，就不能不作答复。我们认为，在这次会谈告一段落到下次会谈过程中，我们能够讨论出一个能为大家所接受的停止公开的论战的决议。”:329-332

#### 第二次下台
1965年11月10日，上海《文匯報》突然發表姚文元的《評新編歷史劇〈海瑞罢官〉》一文:381。

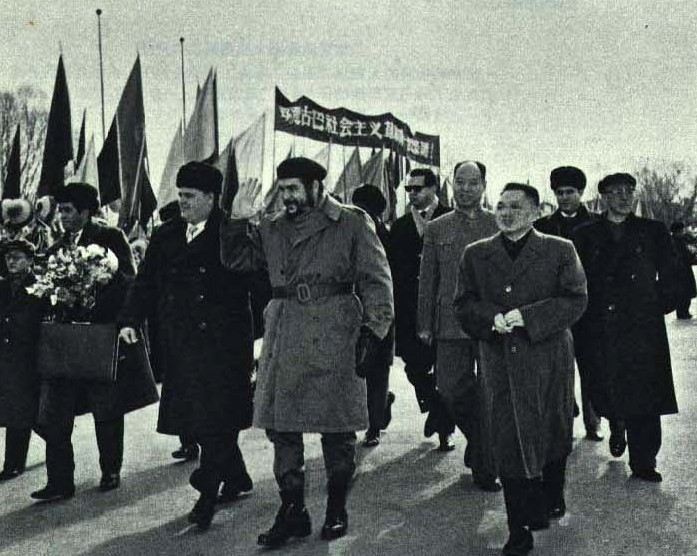
1965年古巴革命领导人切·格瓦拉访问中国，邓接见

1966年5月16日，中共中央政治局擴大會議通過《中國共產黨中央委員會通知》，標誌著「無產階級文化大革命」正式開始:388。邓为维持稳定局面，恢复秩序而奔波:103。刘少奇、邓立即到杭州向毛泽东汇报，並请毛泽东回来主持工作；刘少奇、邓回到北京召开中央政治局会议研究对策，制定出“大字报只限于校內”、“校內校外有别”、“集会限于校內”、“不准示威遊行”、“不准大规模的集会”等“八条决定”:105。並得到毛泽东同意，派遣“工作组”到各个学校，但工作组所到之处遭到文革派操纵学生们猛烈攻击:105。幾乎每個學校都分為兩派或幾派，互相攻擊，亂揪、亂批、亂鬥之風盛行，抄家、打人時有發生:395。7月16日，毛泽东横渡长江，7月18日回到北京:105-106。刘少奇立即要求会见毛泽东，但被毛泽东拒绝:106。7月19日，毛泽东说派遣工作组是错误；揚言说不僅僅是认识问题，而是路线问题:106。7月21日，毛泽东正式下达指示撤回工作组:106。7月24日上午，毛澤東召集中央常委和中央文革小組成員開會，批評劉少奇、鄧派工作組，決定撤銷工作組:150。7月29日，毛泽东在人民大会堂召开“北京大专院校及中学文化革命積極分子大会”，发布决定撤销工作组，批评刘少奇、邓、周派遣工作组:106。8月1日至8月21日，鄧出席在北京舉行之中共八屆十一中全會並講話，全會通過《中國共產黨中央委員會關於無產階級文化大革命的決定》（即「十六條」），全會選舉毛澤東、林彪、周、陶鑄、陳伯達、鄧、康生、劉少奇、朱德、李富春、陳雲為中央政治局常務委員會委員；在全會小組會上，康生、江青、張春橋等人攻擊劉少奇，謝富治則攻擊鄧，說他在全國解放後變了:150。劉少奇、鄧被作為「資產階級司令部」領導人物受到批判，陳伯達趁機向毛澤東揭發鄧:400。鄧由於被指責犯「路線錯誤」，實際上已不參與中央領導工作:401。為貫徹全會精神，8月13日至23日，林彪受毛澤東委託主持召開中央工作會議，會上鄧受到批判，會後鄧向康生移交他分管之中聯部、中調部等部門工作；鄧事實上已被停止和剝奪職權，大多數時間待在家裡看文件、寫檢查和接受批判:401。
10月9日至10月28日，中共中央在北京召開工作會議，討論「文化大革命」問題，批判「資產階級反動路線」，林彪在會上講話，指名攻擊劉少奇、鄧執行「一條壓制群眾、反對革命的路線」，並說「這次文化大革命運動的錯誤路線主要是劉、鄧發起的」，會後全國批判「資產階級反動路線」:150-151。10月23日，毛泽东召开中央工作会议，中央文革小组陈伯达作报告批判刘少奇、邓；结果刘少奇与邓作自我检讨:110。11月7日，邓首次被点名批评，在北京市內大字报上，标题为“第二号走资派”:110。随后大字报、党报陆续开始批评刘少奇和邓，邓被说成是刘少奇之外“另一个最大的走资本主义道路的当权派”:6，“中国的二号修正主义分子”:19，“资产阶级反动路线的总根子”:6。12月13日，毛泽东指使“文革派”把邓與刘少奇作为“反动分子”点名批判:112。邓第二次被打倒:19。以后刘少奇、邓就不公开露面；邓被软禁在中南海自住:112。
1967年元旦，文革小组动员北京市各大专院校数十万人在天安门广场集会批判刘少奇、邓:112。那时候邓担任中共中央总书记，和国家主席刘少奇被打成「党內最大的走资派」，被解除一切职务:19。3月15日，鄧的弟弟邓蜀平因为绝望而自杀:84-85。3月底召开的中央政治局常委会上他被免去总书记的职务:6。之后红卫兵连续对他批判和攻击:208。5月，汪東興到鄧家告訴鄧，毛澤東讓他轉告：一、要忍，不要著急；二、劉、鄧可以分開；三、有事可以給他（毛澤東）寫信:410。到8月对邓的批斗已经升级到武斗，红卫兵到邓在中南海的家里开批斗会，邓被逼着下跪，坐“喷气式”:118。8月5日，刘少奇和邓在各自住宅中被批判鬥争:111。9月，刘少奇与邓子女都被趕出中南海:111。毛澤東把邓夫婦軟禁在中南海之家中:40。兩名年齡較小之孩子鄧榕和鄧質方（和鄧继母夏伯根一起）被趕到北京擁擠之工人宿舍，不許和父母見面:40-41。邓的三个孩子被送走，只有夫人卓琳与邓的继母和他在一起:23。
1968年5月16日，「鄧小平專案組」正式成立，由康生和黃永勝、吳法憲等主管:415。10月召开的中共八届十二中全会上，邓被正式撤销党内外一切职务，保留党籍:2289。在10月13日會上，毛澤東說：鄧小平在戰爭時期是打敵人的，歷史上還未發現有什麼問題:153。随着邓倒台，他的家庭成员也受到了迫害:2481。
1968年9月，邓长子、物理系学生邓朴方在北京大学「清理階級隊伍」運動中被批斗时，由四层楼上摔下来:120。邓朴方被在场的红卫兵及时送到医院，但因胸椎压缩性骨折导致邓朴方从此腰部以下瘫痪:1441。1969年，鄧子女被允許回中南海家中探望鄧夫婦，從鄧楠口中知道鄧樸方傷殘；卓琳傷心難忍，哭了幾天幾夜，鄧則依舊無言，只是不停抽煙:420。1970年，邓写信给党中央，请求把邓朴方调来江西一起生活，1971年邓朴方获准与父母团聚:131。
1969年10月17日，林彪發布「緊急指示」，調動全軍進入緊急戰備狀態:153。10月18日，林彪向全軍發出「第一號令」，進入緊急戰爭狀態:124。由總參謀長黃永勝等以「林副主席第一個號令」正式下達:153。10月20日，邓被送到江西南昌:60:34，被软禁在新建县望城岗，坐车到南昌约20分鐘路程:129。邓之宿舍为原步兵学校校长办公室:129。從1970年1月起不發工資，鄧原來月工資402元，卓琳165元；改發生活費後，鄧每月生活费120元，卓琳60元，繼母夏伯根25元:154。夏天开始，根据本人申请，允许邓上午到拖拉机厂劳动；卓琳承担起洗涤工作，沒有强制劳动:129。这段时间被邓视为是人生中最痛苦的时期:54-55。
1971年9月13日，林彪因其發動武裝政變未遂，乘飛機出逃，摔死在蒙古人民共和國溫都爾汗:154。鄧稱：「林彪不亡，天理不容！」:440林彪集团政變失敗，邓寫信给毛澤東，叙述對林彪事件看法:19。11月8日:440，鄧給毛澤東寫信，表示願為黨和人民再做一些工作:154。1972年8月14日，毛澤東對鄧來信批語：「請總理閱後，交汪主任印發中央各同志。鄧小平同志所犯錯誤是嚴重的。但應與劉少奇加以區別。（一）他在中央蘇區是挨整的，即鄧、毛、謝、古四個罪人之一，是所謂毛派的頭子。整他的材料見《兩條路線》、《六大以來》兩書。出面整他的人是張聞天。（二）他沒有歷史問題。即沒有投降過敵人。（三）他協助劉伯承同志打仗是得力的，有戰功。除此之外，進城以後，也不是一件好事都沒有做的，例如率領代表團到莫斯科談判，他沒有屈服於蘇修。這些事我過去講過多次，現在再說一遍。」:444-446從這個批示開始，鄧第二次受批判命運有轉機:19。周以中央名義正式通知江西省委，宣佈對鄧立即解除監督勞動，鄧可以做調查研究工作:446-447。年底鄧和夫人卓琳被安排到江西井岡山等地參觀，游歷井岡山，憑弔遺跡，重訪瑞金等地:155。
1973年2月20日，邓离开江西，回到北京中南海舊居:138。3月10日，根據毛澤東意見，中共中央作出《關於恢復鄧小平同志的黨的組織生活和國務院副總理的職務的決定》:155。3月28日晚，周遵照毛澤東之指示主持召開政治局會議，會上宣布要鄧擔任負責外交之副總理:63。作為周之助手，鄧從1973年4月開始，陪同周在機場送往迎來，會見其他國家客人；鄧還參加一些會見外賓之活動，但尚未擔負起與他們會談之工作:64。4月12日，鄧以副總理身份出席為柬埔寨國王西哈努克舉行之宴會:63。12月12日，毛澤東在政治局會議上提議調動各大軍區司令員:142，正式提議鄧出任總參謀長:57，鄧被任命为中国共产党中央军事委员会副主席，再次进入领导核心:263。12月18日，周主持召開中共中央政治局會議，根據毛澤東提議，討論決定鄧擔任中央政治局委員、中央軍委委員:467-468。12月22日，鄧代表軍事委員會宣佈各大軍區司令員大調動:142。

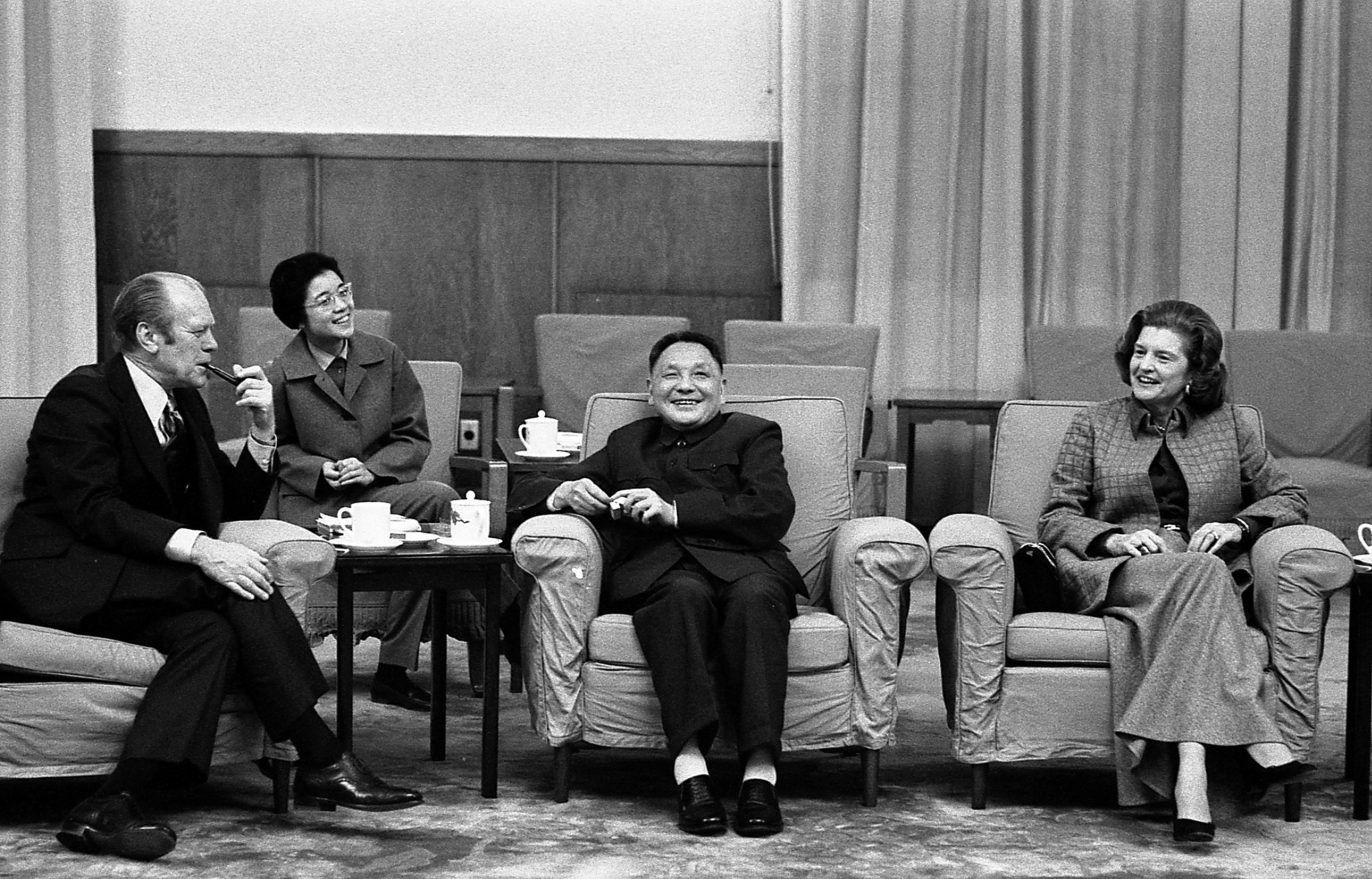
1975年，邓与来访的美国总统杰拉德·福特夫妇会谈

1974年4月，邓作为中国代表团团长出席联合国大会第六届特别会议:144。4月10日鄧在大會上發言，闡明中國關於建立國際經濟新秩序之主張，指出：國家之間之政治和經濟關係，都應該建立在和平共處五項原則之基礎上；國際經濟事務應該由世界各國共同來管，而不應該由少數國家來壟斷:166。邓在联合国大会上发表毛泽东「三个世界划分论」:144。由於在鄧發言中關於第三世界之基本思想全是來自毛澤東，也由於美國人並不喜歡有人把自己跟蘇聯聯繫在一起，所以這篇發言並沒有收進《鄧小平文選》:75。
1974年初，周病情惡化:145。到5月、6月，周健康更为恶化:146。6月1日，周住進解放軍三〇五醫院治療:476。當時周已住進醫院，但名義上仍保留著職務，在他親自指導下，邓成事實上之代總理:74。同时，1974年初以江青为首四人帮发动“批林批孔运动”，致使邓与四人帮的矛盾进一步激化:263。10月20日，毛澤東建議鄧任黨的副主席、第一副總理、軍委副主席兼總參謀長:174。毛澤東同周、王洪文談話時說：鄧小平人才難得，政治思想強:177。

#### “三副一长”
1975年1月5日，根據毛澤東提議，中共中央發出一九七五年一號文件，任命鄧為中共中央軍委副主席兼中國人民解放軍總參謀長:1:147。此後，他立即着手整頓全國範圍內之極左浪潮:20。1月8日至1月10日，中共十屆二中全會在北京召開，周帶病主持会议:147-148，會議追認鄧為中共中央政治局委員，選舉鄧為中共中央副主席、中央政治局常委:1:148。1月13日至1月17日，第四届全国人大一次會議舉行，周主持:148，任命周為國務院總理、鄧等12人為國務院副總理:1。邓在幕后主持起草周之报告:83。会上通過周提出主要目标，就是实现“四个现代化”；大会決定邓出任国务院第一副总理:148。國務院總理周病重住院後，鄧主持中共中央、國務院和中央軍委日常工作:19-20。
3月5日，副总理邓代替周出席全国各省、市自治区工业书记会议；会中，邓指出「必須反對派系鬥爭的發起者」:153。5月3日，毛澤東在自己住處召集政治局開會，周最後一次見到毛澤東:102-103；毛澤東在中央政治局會議上，批評江青、張春橋等人只反經驗主義，不反教條主義，決定讓鄧主持政治局會議，批評江青等人:183。5月12日至5月17日，邓国事访问法国，是中共领导人首次出访西方国家:104。5月27日，根據毛澤東之意見，鄧主持政治局會議，批評江青等:183。9月7日，周和邓等在医院会见罗马尼亚代表团:155。9月13日，代总理邓在山西召开「农业学大寨」中央农业会议:155-156。会议中，与四人帮鬥争已经白热化:156。邓着手对当时极端混乱的经济局势:4-11,25-27、军队建设:1-3,15-24、科研工作:32-34等进行全面整顿:2521:35-37，并同当时拥有很大权力的江青集团进行针锋相对的斗争:81-82。10月，鄧在領導「整頓」時制定三個綱領文件，分別是：一、《論全黨全國各項工作的總綱（草稿）》；二、《科學院工作匯報提綱（草稿）》；三、《關於加快工業發展的若干問題（草稿）》。鄧又提出要以毛澤東的「三項指示為綱」，即：一、學習無產階級專政、反修防修；二、促進安定團結；三、把國民經濟搞上去:141。11月20日，根據毛澤東的意見，中共中央政治局會議提出由鄧主持作一個關於文化大革命的決議，總的看法是文化大革命基本正確，有所不足；鄧稱：由我主持寫這個決議不適宜，我是桃花源中人，「不知有漢，無論魏晉」:44。11月24日「打招呼會」，毛澤東指示如何「避免犯新的錯誤」，由鄧宣讀毛澤東的信；鄧不肯定文革，又服從毛澤東的指示：主席希望對文革有一個正確的態度；主席説，以階級鬥爭為綱是黨的基本路線；〈打招呼的講話要點〉經毛澤東批准後，於11月26日下發全國高層幹部:133。由於毛澤東的侄兒兼聯絡員毛遠新多次向毛澤東匯報，說鄧「很少講文化大革命的成績」，又說鄧的「三項指示為綱……其實只剩下一項指示，即生產搞上去了」，毛澤東遂於11月決定要解決鄧的所謂「右傾」問題:141。他在批評鄧時說：「什麼三項指示為綱，安定團結不是不要階級鬥爭，階級鬥爭是綱，其餘都是目」，「小平……這個人是不抓階級鬥爭的，歷來不提這個綱，還是白貓、黑貓啊，不管帝國主義還是馬克思主義」；毛澤東又指出「有些人總是要對這次文化大革命不滿意，總是要算文化大革命的帳，總是要翻案」，由此展開一場「批鄧、反擊右傾翻案風」運動:141。12月2日，毛澤東會見美國總統傑拉爾德·福特，鄧最後一次陪伴毛澤東會見外賓，兩人最後一次見面:136。

#### 第三次下台
邓的行動遭到「四人幫」的反对，被稱為「右傾翻案風」:20。1976年1月8日上午9時57分，周恩来去世:158。1月15日下午3时起，在天安門广场人民大会堂準備舉行追悼会；第一副总理邓致悼词:159。冀朝鑄稱鄧「剛開口讀到『我們的總理』時就聲音哽咽，停頓了一下。每個人也都在落淚」:141。1月20日政治局會議，鄧第三次作檢討，表明希望再見到毛澤東:142。2月2日，鄧提出辭職兩周後，黨中央向中國高層幹部宣佈：經政治局一致同意，任命华国锋为代总理:143。中央政治局通過毛澤東的提議，華國鋒任國務院代總理並主持中央日常工作，毛澤東對華表示：「你辦事，我放心」；可以說，華的任命是毛澤東力圖調和「四人幫」與務實派幹部、軍人之間的矛盾的結果:141。2月15日，华国锋在全国各省、市、自治区和各大军区书记会议上，讲過「当前的紧急任务是批判邓小平、批判邓小平的修正主义路线。在这个目标下，干部、群众应该团结起来」:162。不過華國鋒和毛澤東一樣，對批鄧運動作限制：不要上街張貼批鄧的大字報，不要在廣播電台上批判:145。2月16日，中央批准中央軍委的報告，宣布鄧和葉劍英去年夏天在軍委擴大會上講話錯誤嚴重，他們的講話文件停止傳達:145。
1976年2月左右，各地散发大字报反对江青，拥护周、邓:163。4月4日是星期天，是中國人民傳統「掃墓」的日子「清明節」，有200萬以上群眾到天安門廣場，周悼念活動達到頂點:165。政治局召開緊急會議；會上，華國鋒攻擊鄧一派「是一批壞人跳出來，寫的東西有的直接攻擊毛主席，很多攻擊黨中央，很惡毒」；北京市市長吳德說：「看來這是一次有計劃的行動。鄧小平從一九七四年到一九七五年作了大量的輿論準備，今年出現這件事是鄧小平精心策劃的結果。……性質是清楚的，就是反革命事件」；政治局會議指控鄧是幕後指揮者，並決定強行清除人民英雄紀念碑周圍花圈:165。4月5日，北京发生悼念周、反對「四人幫」、擁護鄧的「天安门四五」事件:20。4月5日，中央政治局出動民兵、公安清理現場所有花圈，還逮捕了一些人；群眾提出「還我花圈，還我戰友」的口號，最後遭到鎮壓:142。
4月7日，在没有邓参加的情况下:2-5，中共中央政治局召开会议，決議撤銷鄧黨內外一切職務：「中共中央政治局討論了發生在天安門廣場的反革命事件和鄧小平最近的表現，認為鄧小平問題的性質已經變為對抗性的矛盾。根據偉大領袖毛主席提議，政治局一致通過，撤銷鄧小平黨內外一切職務，保留黨籍，以觀後效。」邓被指為這個事件「總後台」，再一次被撤銷黨內外一切職務，這是他第三次被打倒:20。汪东兴最先向毛澤東透露江青有可能動員群眾批鄧時，毛澤東指示汪把鄧轉移到離他的子女不太遠的安全地方，住處要向「四人幫」保密:150。4月8日，鄧請汪東興把信交給毛澤東，表明自己仍會遵守黨紀：「我完全支持黨中央讓華國鋒同志擔任第一副主席和總理的決定。……我對於主席和中央能夠允許我留在黨內表示衷心的感激」:151；同日，《人民日報》批判天安門事件為「有預謀、有計劃、有組織地製造的反革命政治事件。」:142
4月18日，《人民日报》社論《天安門廣場事件說明了什麼？》将參加四五运动的群眾定性为“一群反共、反人民、反社會主義的反革命分子”，并稱鄧是“這些反革命分子的總代表”、“右傾翻案風的總後臺”:279。6月30日，鄧接到通知可以從東交民巷臨時住處搬回寬街老宅:151。
5月11日、6月26日、9月2日，毛澤東心肌梗塞:153。8月，開展「批鄧」運動；鄧的三個「整頓」文件被誣蔑為「三株大毒草」:142。9月3日，江青趕赴大寨，為批判鄧作準備:169。9月9日，毛泽东逝世:167。毛澤東在開展「批鄧、反擊右傾翻案風」運動後曾表示：「文化大革命」犯了兩個錯誤，即「打倒一切」及「全面內戰」；「文化大革命」是「三七開」，即「七分成績，三分錯誤」；總的看法是「基本正確，有所不足」；毛澤東又指出他一生幹了兩件大事：第一，趕走蔣介石和日本人，並沒有爭議性；第二，發動「文化大革命」，支持的人不多，反對的人不少:142。10月6日，华国锋、汪东兴、叶剑英发动怀仁堂事变，逮捕四人帮，兵不血刃地结束文化大革命:173。周、朱德、毛澤東相繼逝世，「四人幫」倒台:20。10月7日下午，召開政治局會議:173。会议决定华国锋就任中国共产党中央委员会主席和中央军委主席:157。十年動亂雖已過去，中國卻面對「三信危機」（「三信」即信仰、信心、信任）:142。
四人帮被捕后，中共中央宣布“文化大革命”结束，但是关于为邓的平反，中央却发生分歧:2。10月10日，鄧致信華國鋒並黨中央，堅決擁護黨中央一舉粉碎「四人幫」的果斷行動:47。华国锋在10月26日宣布，當前要批判「四人帮」，可以附带批邓:159。

### 文革结束后

#### 拨乱反正与再次上台
1977年1月6日，政治局會議討論鄧恢復工作問題，決定給他重新擔任職務:168。2月7日:165，华国锋支持《人民日報》在一篇社論中正式提出「兩个凡是」之觀點，即「凡是毛主席作出的决策，我们都坚决维护；凡是毛主席的指示，我们都始终不渝地遵循。」:149極力反对邓复出:183。同月，鄧在同前來看望的王震談話時，對「兩個凡是」的提法提出異議，認為這不是馬克思主義，不是毛澤東思想:48。華國鋒啟動中國的經濟特區，贊成鄧1977年復出後的改革措施，推動國家開放，由於在「洋躍進」中走得太遠受到狠批:162。3月10日，打倒「四人帮」后，第一次召开中共中央工作会议，在会上有人提出邓恢复工作，引起争论:183。4月10日，邓给华国锋第二次写信，表示“完全拥护华主席抓纲治国的方针和对当前各种问题的工作部署。……在工作中确有缺点和错误，我对伟大领袖和导师毛主席对我的批评和教导再一次表示诚恳的接受。……我个人的工作问题，做什么，什么时候开始工作为宜，完全听从中央的考虑和安排。……我们必须世世代代地用准确的完整的毛泽东思想指导我们全党、全军和全国人民……在党中央决定由华国锋同志担任党中央主席和军委会主席的时候，我知道了以华国锋为首的党中央以最英明果敢、最正确的方式战胜四人帮……”:185。同月，鄧在同汪東興、李鑫談話時稱：「兩個凡是」不行:48。5月13日，《中共中央十五號文件》轉發鄧兩封信:185。7月16日至7月21日，鄧出席中共十届三中全会；7月17日全會一致通過《關於恢復鄧小平同志職務的決議》，决定恢复邓中共中央委員，中央政治局委員、常委，中央副主席，中央軍委副主席，国务院副总理，中國人民解放军总参谋长的职務:52。8月12日，召开中共十一届一中全会，邓大力整顿军队，整治教育制度，平反寃、假、錯案:188。鄧成为中共党内排名第三的领导人，在十一届一中全会上连任中共中央政治局常委和中央委员会副主席，仅次于华国锋和叶剑英。
1978年底以前，邓还不是党内最高领导人，华国锋掌握中共中央主席、国务院总理、中共中央军委主席党政军最高领导身份:188。华国锋被认为与邓在政治路线上相左:10。“两个凡是”的演变结果则是华国锋遭到党内以邓为首的抵制:42-47,38-39。

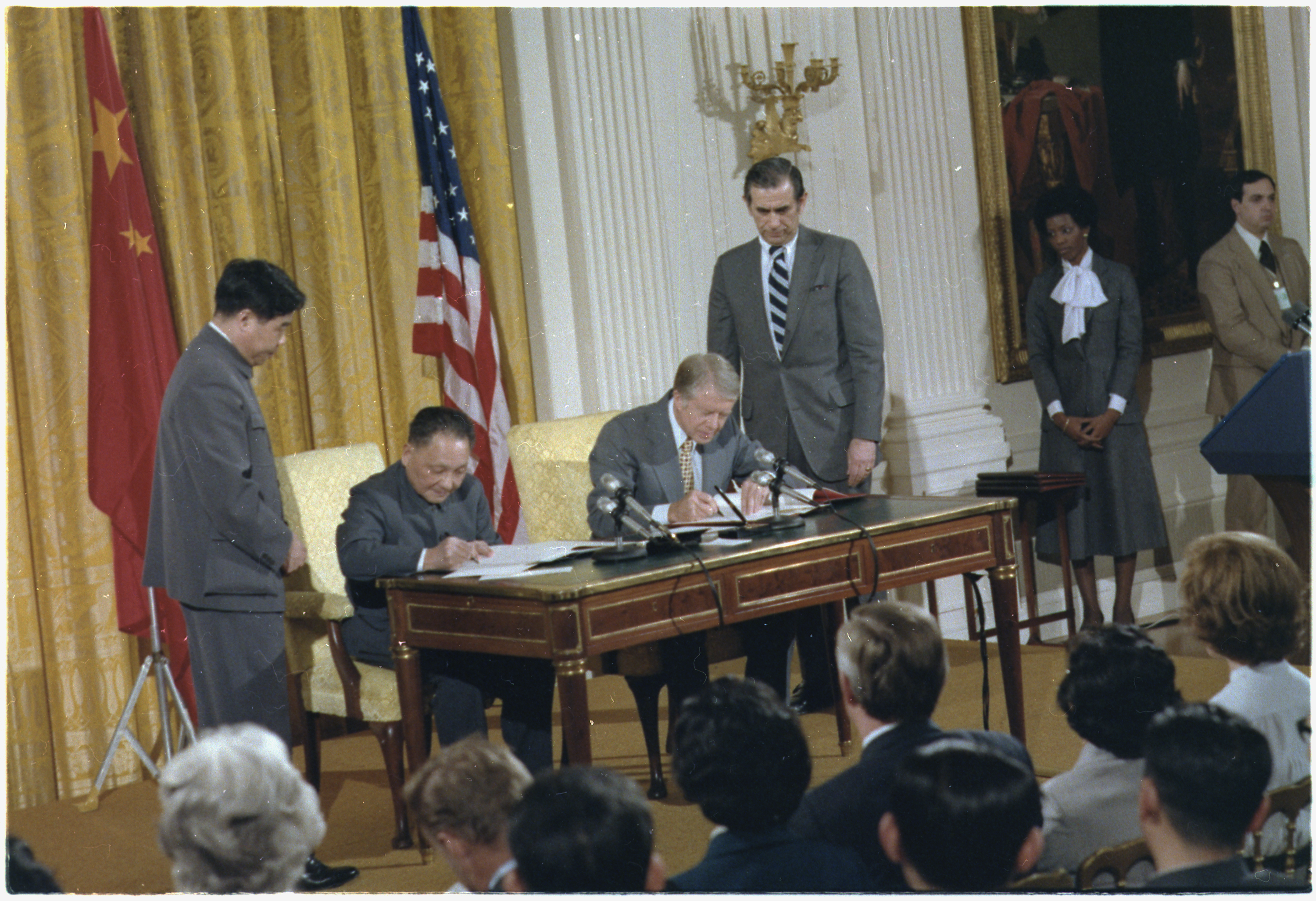
1979年1月31日，邓在白宫签署文件

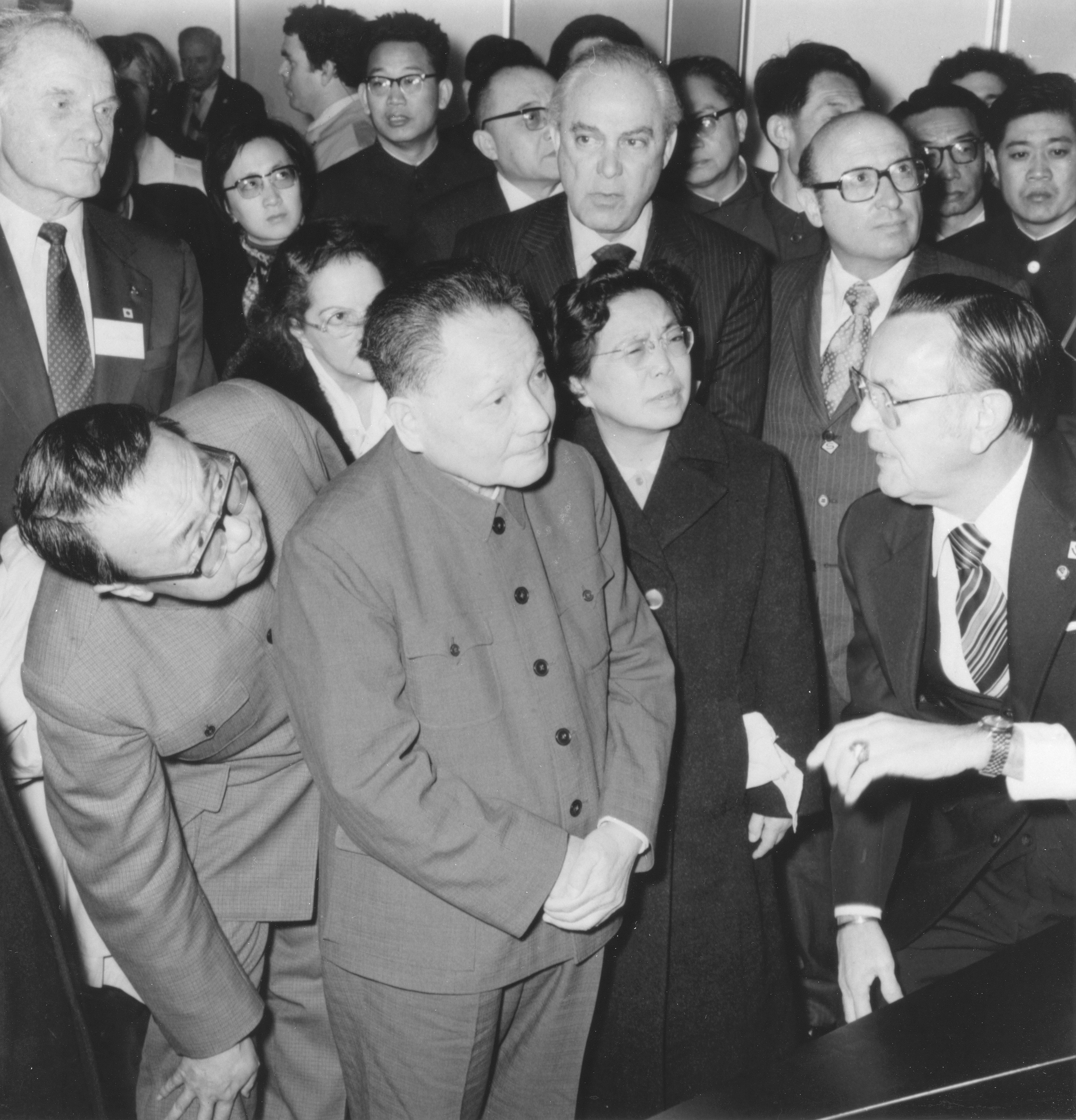
1979年邓在出访美国期间参观美国国家航空航天局

在1977年8月3日召開之科學和教育工作座談會上，邓下定決心，無論如何要在1977年舉行高考:179，中国的高等学校得以重新通过统一考试招收新生:48-58。12月，邓極力推荐中共中央党校副校长胡耀邦担任中共中央组织部长:190。1978年3月18日，邓在全国科学大会开幕式上讲话，将知识分子的政治定位从文革时期的底层扭转称为“为社会主义服务的脑力劳动者是劳动人民的一部分”:89，改变了自文革以来“不尊重知识分子的错误思想”:41。1977年9月19日，鄧同教育部主要負責同志談話〈教育戰線的撥亂反正問題〉，实质上是改变了共产党在文革时期的一大政策:66-71。
1978年2月26日，召开第五届全国人民代表大会；华国锋作政府工作报告，强调坚持階级鬥争和加强「四个现代化」建设:190。会议确认华国锋总理、邓副总理、叶剑英委员长之人事决定:190。但邓在实施自己战略前，必须先解决他和华国锋之间路线分歧:111-112。5月11日，《光明日报》轉載由胡耀邦同意、署名「特約評論員」的文章《实践是检验真理的唯一标准》（得到鄧及其部下支持）；文章批判「僵化的教條主義」和「個人崇拜」，是在攻擊「两个凡是」，並且是在暗指應當對此負責之华国锋和汪东兴:184-185。5月12日《人民日報》和《解放軍報》也轉載这篇文章，隨即又被許多地方報紙转载:184。深具现实主义特点的政治理念被人认为是邓赢得这次政治博弈的因素:140-153。4月5日，中共中央宣布开始平反1958年以来被错划之「右派分子」；鄧第三次復出之後:191，11月10日至12月15日召开中共中央工作会议:199。會議平反1976年4月5日發生之天安門事件，表明鄧在現階段之鬥爭中已佔上風:151。会上严厉批评华国锋:197，华国锋承認，應當從事實出發，按照「實驗是檢驗真理的唯一標準」之原則解決政治問題:205。12月2日，鄧針對中央工作會議上出現新情況、新問題，同胡耀邦、胡喬木、于光遠談在閉幕會上的講話稿前，親筆擬出講話提綱：「……發揚民主，加強法制。民主集中制的中心是民主，特別是近一時期。民主選舉，民主管理（監督）。政治與經濟的統一，目前一時期主要反對空頭政治。權力下放。千方百計。自主權與國家計劃的矛盾，主要從價值法則、供求關係（產品質量）來調節。……」:197-19812月5日，鄧同胡喬木、于光遠、林澗青談在中共中央工作會議閉幕會上的講話稿的修改時稱：要解放思想，開動機器，一切向前看，否則四個現代化沒有希望；應該允許出氣，出氣是對沒有民主的懲罰；有了正常的民主，大字報也就少了；建立健全民主與法制，實行經濟民主，用經濟的辦法管經濟，責任到人，做到有職有責有權；沒有民主培養不出人才:199。12月13日，鄧在中共中央工作會議閉幕會上講話〈解放思想，實事求是，團結一致向前看〉：「肯動腦筋、肯想問題的人愈多，對我們的事業就愈有利。幹革命、搞建設，都要有一批勇於思考、勇於探索、勇於創新的闖將。沒有這樣一大批闖將，我們就無法擺脫貧窮落後的狀況，就無法趕上更談不到超過國際先進水平。」:143中共十一届三中全会於12月18日在京西賓館召開:212。是次全会上，邓批判毛泽东以階级鬥争为纲的政治路线，把全国工作重点转到经济建设上；邓批判「凡是派」（凡是毛泽东説過的就要执行）之思想路线，树立实事求是之指导方针；邓否定毛泽东「打倒一切」之组织路线，为文化大革命及「反击右倾翻案风」運动和1976年天安門事件之寃假错案平反（会议结束前由北京市委宣布）；在政治上否定毛泽东晚年错误之同时，邓着手改革毛泽东时代建立之计划经济体制，當时並未订出完整改革方案，十多年來，实行「摸着石头過河」:22。12月25日，政治局会议发布决定设立中央秘书处，代替汪东兴一手掌管之「中央办公厅」处理中共中央日常公务；任命胡耀邦为中共中央秘书长:193。會上批評華國鋒之「兩個凡是」，又批評他之「洋躍進」:151。会议再度重申实事求是和解放思想，批判“两个凡是”，高度评价关于真理标准的讨论，提出要实施“四个现代化”与“政治路线上最根本的拨乱反正”，并提出“本世纪末达到小康社会水平”的目标:237-238。十一屆三中全會具有重大歷史意義，標誌著華國鋒過渡時期之終結與鄧改革開放時代之開始:151。这次会议上，陈云、邓颖超、胡耀邦和王震進入中共中央政治局；陳雲被推薦为中共中央副主席:207。鄧後來稱，「華國鋒只是一個過渡，說不上是一代，他本身沒有一個獨立的東西，就是『兩個凡是』。」:151
從原則上説，鄧贊成擴大自由，他願意作實用主義取態；然而因鄧承擔維護社會之最終責任，當疑慮秩序能否維持時，會快速收緊控制；十一屆三十全會後，「西單民主牆」等論戰擴大言論自由:218。鄧鼓勵黨內更多民主討論，但當抗議者吸引大批群眾，開始反對根本制度時，鄧斷然採取措施壓制挑戰:223。鄧想要允許比毛澤東時代更多自由，但也希望確立原則，明定一些政治言論可否接受；鄧對胡喬木、胡耀邦等人稱，要提出四項基本原則，説明自由的界限:227。
邓设计之改革方案，首先从农村开始实行「联产承包责任制」，把原本屬於「人民公社」之土地，分给千家万户农民承包，农民自主生产和经营，迅速发展农村经济，解決城乡生活供应问题:22。農村改革從1979年開展，它體現於農村經濟形態之根本轉變，即由一個「指令經濟」轉化為一個以「承包制」為基礎之經濟:152。中国共产党不再以阶级斗争为政策中心，而是以经济建设为中心:182。邓主张中国对外开放，十一屆三中全会后，中共中央提出在广东、福建兩省实行「特殊政策、靈活措施」，引进海外资金和技术，加速中国现代化；邓支持建立经济特区，对外开放:22。1979年至1980年間，中共中央創立4個經濟特區，即廣東省深圳市、珠海市、汕頭市，以及福建省廈門市；即中央用來試行特殊經濟政策之區域，包括引進外資和先進技術，試辦中外合資企業，以及發展對外貿易:154。作為「總設計師」，邓曾提出设想实现中国基本现代化：「到二十世紀八十年代末，實現國民生產總值在一九八〇年的基礎上翻一番，首先解決十一億人口的溫飽問題。到二十世纪末，国民生产总值再翻一番，达到小康水平；第三步，到21世纪中叶再翻两番，达到中等发达国家水平。」:23他继续主持并制定改革开放的总方针，提出适合中国国情的“三步走”的经济发展战略:3:77。
1979年中越战争后:11，精简军队的工作随之进入了改革日程中:284-290。3月30日，鄧在黨的理論工作務虛會上講話：我們要有計劃、有選擇地引進資本主義國家的先進技術和其他對我們有益的東西，但是我們決不學習和引進資本主義制度，決不學習和引進各種丑惡頹廢的東西；我們要向人民特別是青年介紹資本主義國家中進步和有益的東西，批判資本主義國家中反動和腐朽的東西……沒有民主就沒有社會主義，就沒有社會主義的現代化；社會主義愈發展，民主也愈發展:229-230。鄧闡明不容挑戰四項基本原則：①社會主義道路、②無產階級專政、③共產黨的領導、④馬克思列寧主義和毛澤東思想:228。10月4日，鄧在中共中央召開的各省、市、自治區第一書記座談會上講經濟問題工作：經濟工作是當前最大的政治，經濟問題是壓倒一切的政治問題；不只是當前，恐怕今後長期的工作重點都要放在經濟工作上面；所謂政治，就是四個現代化，後來叫中國式的現代化，就是把標準放低一點；四個現代化這個目標，講空話是達不到的……解決這類問題，要想得寬一點，政策上應該靈活一點；總之，要用經濟辦法解決政治問題、社會問題:263。
1980年2月23日，邓主持召开十一届五中全会:200-201。会议决定为刘少奇恢复名誉；胡耀邦和赵紫阳进入中共中央政治局常委会:201，并开始法制化建设:189。恢复中央書記處，胡耀邦就任中央书记处总书记:201。5月17日，鄧參加劉少奇追悼會並致悼詞:231。8月，第五届全国人民代表大会第三次全体会议召开，会上邓、叶剑英、李先念、陈云等辞去副总理职位:201，赵紫阳取代华国锋出任国务院总理:8。
1981年3月，鄧點名批判白桦寫《苦戀》，並指出「這是有關堅持四項基本原則的問題」:155。6月，十一屆六中全会上，胡耀邦接替华国锋出任黨中央主席:325。邓亲自担任中共中央军委主席:202。

#### 改革开放
1978年底，習仲勳任廣東省委第一書記，楊尚昆任第二書記，並擔任鄧的聯絡員:346。鄧與楊尚昆有特殊關係，同是四川人，鄧任總書記時他是中央辦公廳主任，是鄧與軍隊可靠的聯絡員:333。此前葉劍英曾對習仲勳説，要想得到海內外廣東人的真心合作，首先要給1950年代早期因受到地方主義指責而蒙冤的幹部平反:346。1982年9月，楊尚昆為中央軍委常务副主席兼秘书长:491。
1980年8月18日，邓在中共中央政治局扩大会议上作了《党和国家领导制度改革》的讲话（俗称“8.18讲话”），指出中國必須實行「政治體制改革」，與「政治改革」有分別；改革目的並非要取締現行之社會主義政體，而是要使它更趨完善，以提高行政效率，為「四個現代化」服務，即外界所稱之「行政改革」:150-160。在此次会议上，鄧向全国人民代表大会提出全面修宪建议，直接促成后来《八二宪法》的诞生。1981年6月，在邓的主持下，中共十一届六中全会通过此前长达18个月商议、4,000余人参加、9次大规模修改完善:291-310的《关于建国以来党的若干历史问题的决议》。《決議》確立毛泽东在中國歷史上的地位，指出毛泽东的領導以1957年為分界線：前期一貫正確；後期犯一連串「左」傾錯誤，包括將階級鬥爭擴大化、在經濟建設上急躁冒進，以及「錯誤發動」一場「被反革命集團利用，給黨、國家和各族人民帶來嚴重災難的內亂」:157。他指出要纠正文化大革命和毛泽东晚年的错误:42，克服个人崇拜:334，同时正确地和充分地评价毛泽东在中国革命中的贡献:148。他提出解放思想，实事求是:278，团结一致向前看的方针:140-153和坚持四项基本原则以及建设有中国特色社会主义:10。之后，他提出“一国两制”的构想，作为解决香港、澳门及台湾问题的方案:49-50,58-59。
1981年11月23日，鄧會見朝鮮勞動黨代表團，介紹中國的情況：現在面臨的問題有兩個。一個是教育青年的問題；「文化大革命」打砸搶帶來的無政府主義、極端個人主義的影響很深；解決這個問題不容易，至少要做十年的工作；手段還是教育，並且從小處着手；另一個是體制改革問題；這是我們現在面臨的最大問題；現在機構臃腫、人浮於事，官僚主義是發展而不是減少，解決問題困難重重；問題不僅是中央一級、省市一級，企業也有這個問題；企業改革首先是企業體制改革；一個企業本來一千人就可以了，可它有兩三千人；現在我們準備把企業改革一下，該多少人就多少人，多的管理人員和其他人員安排學習，工資照拿；我們開始試驗一些方式；這也要花時間，要做大量的組織工作，主要是大量的思想工作；不過，現在大家不管對自己有什麼影響，贊成不贊成，對通病有共同的認識；但治這個病用什麼藥就複雜了，太急的藥不行，太溫和的藥也不行:396。12月8日，鄧會見香港環球航運集團主席包玉剛等時説：經濟建設，必須量力而行，必須要穩；真正做到這一點，經濟發展可能會更快；現在國內的主要問題：一是就業壓力大，國家每年要安排七八百萬人就業；二是知識不夠；我們這樣大一個國家，僅司法人員、經濟警察就需要一兩百萬，但一時培養不出來；我們正在考慮處理香港問題的政策，這些政策不會影響香港投資者的利益:396。
从1982年起，邓致力于国内的改革:408-412:9-10。2月20日，党中央通过老幹部的退休规定，以保证干部的年轻化、知识化和专业化，并建立“顾问委员会”来安置这些老幹部:5:5-8。鄧希望中央顧問委員會成員辭去（在黨和政府中）正式職務；鄧宣布中顧委只會存在10到15年；他解釋之所以成立中顧委，是因為委員擁有过渡期所需之特殊革命經驗:502:413-414。邓主持中共十二大，推动中共领导层新老交替，设立「老同志」退休顾问机构中共中央顾问委员会；在1992年秋，中共十四大宣布撤銷中顾委后，中共第一代元老全部退下官位:22。同时开始精简机构，裁减政府工作人员:396-401。1982年8月21日，鄧會見聯合國秘書長德奎利亞，闡述中國的對外政策：有人説中國好戰，其實中國最希望和平；中國希望至少二十年不打仗；我們面臨發展和擺脱落後的任務:427-428。9月12日，鄧出席中共十二屆一中全會，當選為中央政治局委員、中央政治局常務委員，會議決定鄧任中央軍事委員會主席:430；胡耀邦出任中共中央總書記，趙紫陽出任國務院總理:157。9月13日，鄧在中共中央顧問委員會第一次全體會議上，當選為中央顧問委員會主任:430。
1983年5月22日，鄧會見毛里求斯政府代表團：現在我們把農村的經濟和政治分開，但在實行過程中，要進行充分試驗，逐步進行；凡是已進行試驗的地方都證明，政社分開是正確的:462。10月，鄧在中共十二屆二中全會上強調「思想戰線不能搞精神污染」，並發出清污指示，於是展開一場「清除精神污染」運動，主要由胡喬木、鄧力群和王震領導；鄧因為擔心繼續批右會導致「左」傾回潮，嚴重影響快將上馬之城市經濟體制改革，所以在1984年5月便結束清污運動:159。
1984年，邓分析和判断当时国际战略格局和周边态势的发展趋势，提出世界的主流是“和平与发展”:96，提出“反对霸权主义”:56-57、“中国不当头”的韬光养晦对外政策:415-417。同时，指导军队建设思想战略性转变，军队要为经济建设让路，同时宣布中国军队将裁军一百万:126:527，在士兵中大力开展人才培训，军事工业大规模关停并由军转民:98。雖然邓在1980年代對國防工業和軍企之調整取得一定進步，但軍企從內陸地區向沿海之轉移、克服官僚作風和提升人員水平之過程仍需多年才能完成:497。不論军队商業化有多少好處，把軍隊與私人利益攪在一起，也造成腐敗和貪婪之機，背離軍隊奉獻於自身使命之精神:498。反对这一政策的张爱萍曾说，“（军队）热衷于经商，必然导致腐败”、“无异于自毁长城”。10月1日國慶遊行中，北京大學學生打出橫幅「小平您好」:426。
1985年9月，中国共产党全国代表会议召开，会议同时增补了56名中央委员和35名中央候补委员，而这些被增补的中央委员和中央候补委员中就包括了日后成为中共中央政治局常委的胡锦涛、吴邦国、吴官正、李长春、贺国强、刘云山等。
1986年4月4日，鄧在會見南斯拉夫社會主義聯邦共和國主席團主席弗拉伊科維奇時稱：我們總結了經驗，就是要對外開放，打破閉關自守，對內搞活，調動全國人民的積極性；不這樣，生產力發展不起來；搞平均主義，吃「大鍋飯」，人民生活永遠改善不了，積極性永遠調動不起來:572。9月3日，鄧談到政治體制改革之迫切性時說：「現在經濟體制改革每前進一步，都深深感到政治體制改革的必要性。不改革政治體制，就不能保障經濟體制改革的成果，不能使經濟體制改革繼續前進，就會阻礙生產力的發展，阻礙四個現代化的實現。」:1639月13日，鄧在另一次談話中指出政治體制改革之目的是「調動群眾的積極性，提高效率，克服官僚主義。……首先是黨政要分開，解決黨如何善於領導的問題。這是關鍵，要放在第一位。第二個內容是權力要下放，解決中央和地方的關係，同時地方各級也都有一個權力下放問題。第三個內容是精簡機構，這和權力下放有關。」:1649月18日，“中央政治体制改革研讨小组”成立，成员包括赵紫阳、胡启立、田纪云、薄一波、彭冲。
1987年10月25日至11月1日召開之中共十三大上，邓辞去所有黨政職務并不再担任中共中央政治局常委，但保留中共中央军委主席和國家軍委主席之職務；陈云獲准取代鄧成為中共中央顾问委员会主任，第一線工作則交給趙紫陽:528。邓不再担任中共中央顾问委员会主任。

#### 对外关系

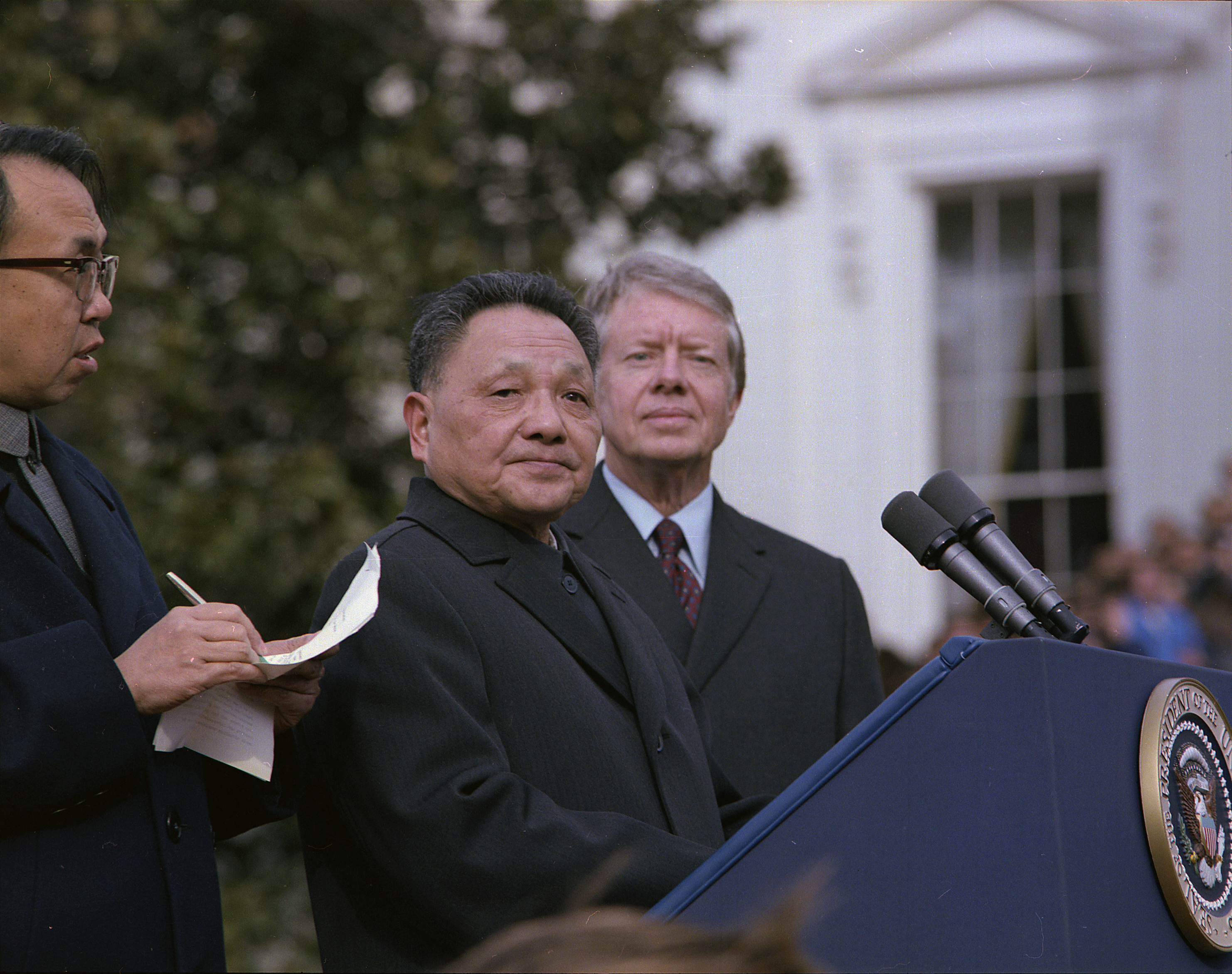
鄧和吉米·卡特在1979年訪美抵達儀式上

对外方面，1978年5月21日，鄧與美國國家安全顧問茲比格涅夫·布熱津斯基會談，布熱津斯基後稱：「鄧小平立刻把我迷住了。他精明而機警，理解力強，有很好的幽默感；態度堅定，直截了當。」:277
1978年10月，鄧繼續到日本:196。鄧是中日交往2,200年以來第一位踏上日本國土的中國領導人，稱儘管有20世紀那段不幸的歷史，但兩國有過兩千年的友好交往，願意向前看，使兩國走向友好交往的未來；日本人大受感動，知道日本的侵略給中國重大災難，想表達歉意，伸出友誼之手；鄧帶著和解的精神，希望兩國人民可以共同生活在和平友好新時代:259。鄧於10月19日抵達日本，10月23日與日本首相福田赳夫參加中日和平友好條約批准書的互換儀式:260。
1978年11月，先後訪問泰国、马来西亚、新加坡三国:196。12月16日，中美兩国正式发表建交声明:197。
1979年1月28日至2月5日，鄧訪問美國，是中華人民共和國成立後中國領導人第一次訪問美國:218。期间邓参观美国国家航空航天局:13，并在华盛顿与美国总统吉米·卡特、副总统蒙代尔、国务卿萬斯等会談:197-198，就中美关系正常化的深入进行交流:15。访问期间，邓试探他们对中国进攻越南的态度:13。
1979年2月4日，鄧回國；2月17日，在雲南、廣西邊境對越南反擊，中越战争爆发:198。中國軍隊人多勢眾，決心堅定，確實攻下五個省會；3月6日攻下諒山後，中国立即宣佈取得勝利並開始撤軍，並在撤退過程中盡量破壞越南之基礎設施:482。

##### 中英香港回歸谈判

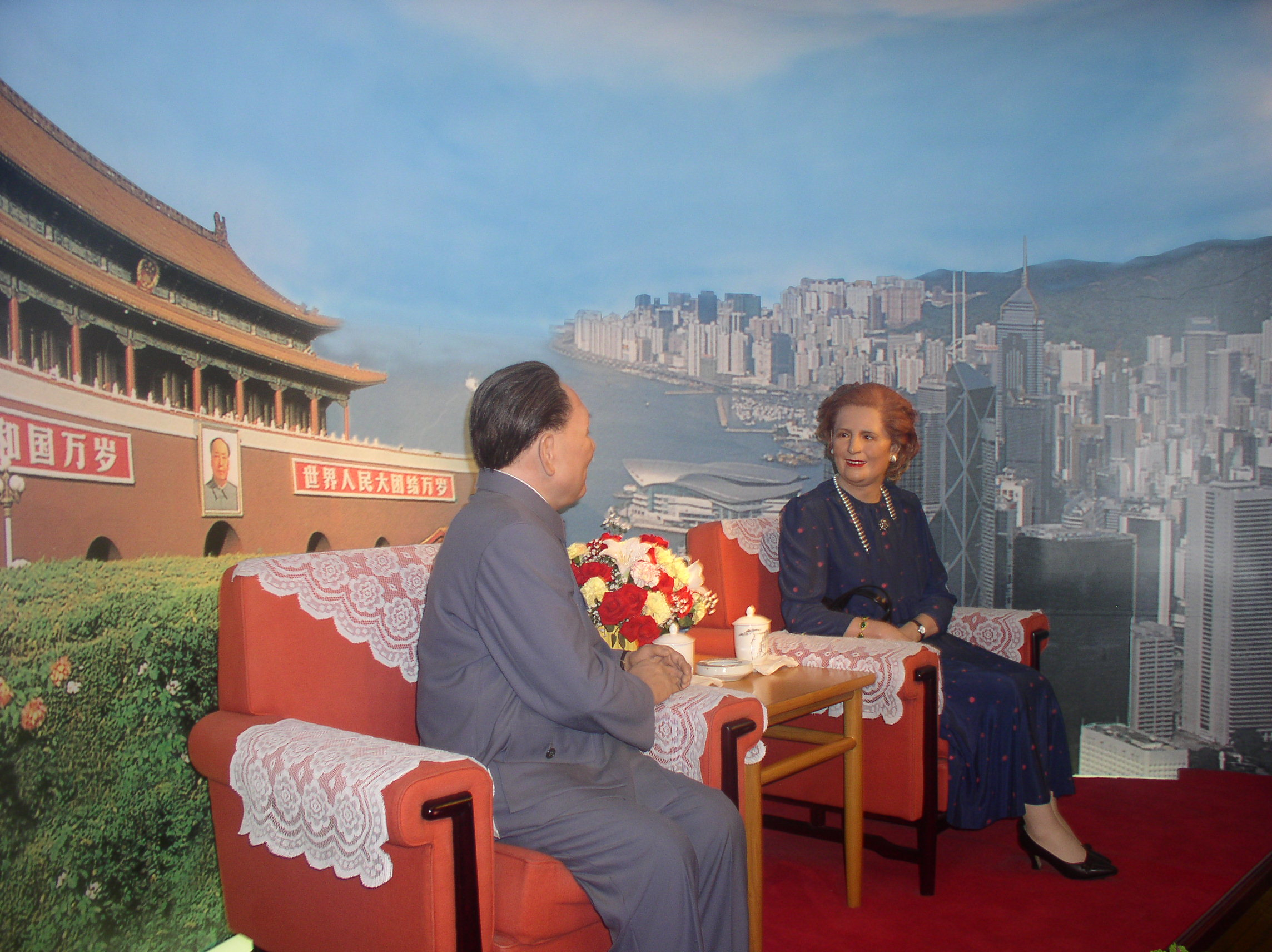
位于深圳市的一个邓于1984年会见英国首相撒切尔夫人的模型重建

1979年3月29日，鄧會見香港總督麥理浩，明確提出一九九七年中國收回香港後，香港還可以搞資本主義:228。
英国首相撒切尔夫人在1982年6月之马尔维纳斯群岛战争取得胜利后不久，於9月22日抵達北京:452。9月24日，她在北京與鄧展開對香港前途問題的討論:501。她堅持按照《南京条约》、《北京条约》及1898年的《展拓香港界址專條》，英國享有香港島及九龍半島的主權:221，但鄧明確表明主權問題沒有妥協的空間:117:12-15。離開中國前撒切尔夫人在英國廣播公司之採訪中說，「如果簽約一方對（現存的）條約或協議說，『我不同意，我打算違約』，那麼你也很難相信他們會尊重新的條約。」:454。
第12輪談判之後，英國外交大臣杰弗里·豪飛到北京，在1984年4月18日跟鄧會談兩小時；杰弗里·豪外相在從北京去香港時，第一次公開承認政治上敏感之香港人早就明白之事情：「想達成一個讓英國在1997年後繼續治理香港的協議是不現實的。」:4585月25日上午，鄧在人民大會堂東大樓會見香港和澳門政協代表，並召開中外記者招待會:204。席上，鄧說：「中央政府有關香港發言，我和趙紫陽的是正式的，還有港澳辦公室主任姬鵬飛是正式的。而黃華、耿飈二人所謂不駐兵香港簡直是胡說八道」:204-205。9月26日，英国驻华大使伊文思和中国副外長周南正式簽署最後文件:460。
1984年12月18日撒切尔夫人飛到北京，在次日簡短儀式上，和趙紫陽分別代表兩國政府簽署《中英聯合聲明》:460。
1986年4月24日，鄧會見香港知名人士安子介、查濟民時説：有許多香港人主張基本法要搞得非常細；太細了不好，越詳細越管不住；你曉得事情會怎麼發展；總的來説，我們的政策沒有變的理由，變了對我們不利，香港會成為國家的包袱，幾百萬人的生活怎麼辦；要靠國家來養怎麼行；變不得的:574-575。
1987年，鄧出席《基本法》起草委員會第四次全體會議講話：「我有三個毛病，喝酒、吐痰、抽煙。」:461-462
1990年1月18日，鄧會見李嘉誠時稱：真正能穩定香港的，第一是大陸的政策不變，第二是華資強大起來，與國內取得共識，包括推薦管理香港的人才；要有才幹的人管理香港，才能穩住香港的局面；這個力量怎樣凝聚起來，採取什麼形式，要考慮:686-687。2月20日，鄧會見霍英東時稱：我們要對子孫後代講歷史；人人都要有個信念，沒有信念團結不起來，不會往前奔，只會怨這怨那，起碼是頹廢，這是不行的:688。

#### 改革中的问题
1980年代初，随着城市化的程度加深、人口流动程度加剧，大量流氓团伙出现、各类经济犯罪也开始显现，而当时中国法制尚处于早期建设时期（文革破坏了传统道德秩序及法治观念），1983年起邓主张严厉打击刑事犯罪活动:33-34。
邓以铁腕手法维护政权统治:22。关于中苏关系、中美关系的问题，邓明显感受到来自左派及右派的压力:20:134。随着中国的开放，中国人开始更多地接触西方民主人权思想，右派主张改革应该扩大到政治领域，对此他公开批评这些行动是“资产阶级自由化”的表现，坚持认为不能照搬西方的政治制度模式，而应继续走中国特色的社会主义道路，并坚称中国发展最需要的是社会稳定，“搞资产阶级自由化，就是再来一次折腾”:123-124；左派则强调应当限制改革，并返回到当时的苏联模式:18。
1983年，邓在十二届二中全会上指出加强马克思主义的领导克服自由主义。1985年5月，邓提出搞资产阶级自由化就是走资产阶级道路。资产阶级自由化，就是“崇拜西方资本主义国家的『民主』、『自由』，否定社会主义”。
在1986年9月28日的中共十二届六中全会上，邓针对资产阶级自由化发表措辞严厉的讲话：“反对‘资产阶级自由化’，我讲得最多，而且我最坚持。自由化实际上就是要把我们中国现行的政策引导到走资本主义道路。搞自由化就会破坏我们安定团结的政治局面。”:110,118,190-1911986年12月4日方勵之在中國科技大學講話後，爆发大規模學生示威:519。面對激烈學潮，鄧遂於12月30日召見胡耀邦、趙紫陽、萬里、胡啟立及李鵬等人，反对资产阶级自由化，批評他們未能平息學潮：「學生鬧事，大事出不了，但從問題的性質來看，是一個很重大的事件。……凡是鬧得起來的地方，都是因為那裡的領導旗幟不鮮明，態度不堅決。這也不是一個兩個地方的問題，也不是一年兩年的問題，是幾年來反對資產階級自由化思潮旗幟不鮮明、態度不堅決的結果。」:165鄧繼而作出要反對「資產階級自由化」的指示：「沒有專政手段是不行的。對專政手段，不但要講，而且必要時要使用。當然，使用時要慎重，抓人要盡量少。但是如果有人要製造流血事件，你有什麼辦法？我們的方針是首先揭露他們的陰謀，盡量避免流血，寧可我們自己人被打傷，對為首鬧事觸犯刑律的依法處理。不下這個決心是制止不了這場事件的。如果不採取措施，我們後退了，以後麻煩會更多。」:165由于胡耀邦同情挑战意识形态的「资产階级自由化」思潮，被撤销总书记职务:22。
1987年1月，中央政治局在批評胡耀邦後接受他辭去中共總書記職務的請求，但保留其中央政治局常委的職務；政治局又將一批進行「自由化」活動的黨內知識分子開除出黨；到1月底，持續一個多月的學潮終於平息:165。胡耀邦意識到自己要對「態度不坚決」負責，他知道是時候遞交辭呈:520，胡耀邦总书记的职务由邓另一位助手赵紫阳接任:18，而持经济保守思想的李鹏被任命为国务院总理:22。1987年4、5月間，當鄧覺察到党内“保守”势力企圖利用反資運動來攻擊整條改革開放路線時，他便公開表示「搞四個現代化……著重反對『左』，因為我們過去的錯誤就在於『左』」，「我們既有『左』的干擾，也有右的干擾，但最大的危險還是『左』。」:166邓随后重申改革开放的重要性:198-200，表示“左是主要危险”，坚持继续改革:226-229,248-250。鄧再次當機立斷結束反資運動，阻止「左」傾回潮；從5月開始，改革開放的言論又高唱入雲:166。
1988年，鄧的經濟顧問警告說，物價改革時機不對，因為在通货膨胀壓力下，很多商品已供不應求:430:262。1988年官方的零售價格指數比1987年高出18.5%，1988年下半年的零售價格指數則較去年上漲26%:431。

#### 1989年六四事件
1989年春天，中国出现社会动荡:271-272。4月15日，胡耀邦逝世，北京学生藉悼念胡耀邦分別向人大代表及總理李鵬提出政治理想和要求，學潮再起，並迅速蔓延到西安、長沙等大城市:169。4月16日，大約800名学生遊行到天安门广场，在廣場中央之人民英雄纪念碑前向胡耀邦敬献花圈；警察並未干預從大學前來悼念者:538-539。運動遂向社會蔓延，形勢急轉直下:169。
4月24日，即在趙紫陽出訪朝鮮之次日，中央政治局常委決定將學運定性為「動亂」:169。4月26日，《人民日报》根據這個決定之精神发表《必须旗帜鲜明地反对动乱》之社论:169。然而令鄧失望，結果適得其反，學生領袖非但沒有退縮，反而愈發堅定，並且動員更多學生加入他們行列:541。5月13日，數千北京學生藉蘇聯改革派領袖戈爾巴喬夫快將訪華到天安門廣場絕食，藉此行動向中央施壓，以爭取成立壓力團體；儘管趙紫陽勸說學生必須克制，以免破壞中蘇高峰會議之進行，學生情緒卻轉趨激烈，並否定所有妥協之主張:169。由于互不信任和缺乏理性，学生和官方的失败互动使之走向不可控制的局面:302-308。5月15日，戈爾巴喬夫抵達北京；5月16日，趙紫陽與戈爾巴喬夫會晤時公開表示：「在最重要的問題上，仍然需要鄧小平同志掌舵」；5月17日，北京爆發百多萬人上街聲援絕食之大遊行，不少人將矛頭直指鄧:170。國務院決定自5月20日起，為保證社會安定，恢復正常秩序，在北京部分地區實施戒嚴:410。6月3日下午喬石召開緊急會議研究清場之最後方案；楊尚昆把方案交給鄧，立刻得到批准；即使開始使用真枪实弹，以致命武器對付同胞，部隊仍然用大約4個小時，才走完从木樨地到天安门約4英哩路程:561-562。即震惊中外的“六四天安门事件”:3。鄧提出「冷靜觀察、穩住陣腳、沉著應付、韜光養晦」之「十六字方針」，帶領中共渡過難關:170。
鄧接見首都戒嚴部隊軍級以上幹部稱：“这场风波迟早要来。這是國際的大氣候和中國自己的小氣候所決定了的，是一定要來的……而現在來，對我們比較有利。最有利的是，我們有一大批老同志健在……他們是支持對暴亂採取堅決行動的。雖然有一些同志一時還不理解，但最終是會理解的，會支持中央這個決定的。”:170-171鄧稱：「改革開放這個基本點……沒有錯。沒有改革開放，怎麼會有今天？……以後我們怎麼辦？我說，我們原來制定的基本路線、方針、政策，照樣幹下去，堅定不移地幹下去。」:171:302-308。由于赵紫阳同情「六四民运」，结果被撤销总书记职务:22。邓决定不在现有的北京高层中选择一名接班人，而是从上海召来当时的市委书记江泽民任中共中央总书记:301。據悉，正當鄧考慮由誰來接替趙時，李先念和陳雲一再向鄧推薦上海市領導人江，說江是堅持「兩個基本點」之好幹部，力主調到中央；鄧很快接納二人建議:171。6月23至24日，中共中央召開十三届四中全会，議決撤銷趙所有職務:171；选举江为中国共产党中央委员会总书记。从此江被确认为中共第三代领导集体核心:309-314。

#### 退休
1989年5月31日，鄧〈組成一個實行改革的有希望的領導集體〉稱：「……一個好班子，搞改革開放的班子，就要明白地做幾件開放的事情。凡是遇到機會就不要丟，就是要堅持，要幹起來，要體現改革開放，大開放。我過去說過要再造幾個『香港』，就是說我們要開放，不能收，要比過去更開放。不開放就發展不起來。我們本錢少，但可以通過開放，增加就業，搞稅收，利用地皮得點錢，帶動發展各行各業，增加財政收入，獲得益處。以香港為例，對我們就是有益處的。如果沒有香港，起碼我們信息就不靈通。總之，改革開放要更大膽一些。……」:2979月4日，邓〈致中共中央政治局的信〉，向中央请求辞去中共中央军事委员会主席职务:322。11月8日，85岁的邓在十三屆五中全会上宣布退休:22。11月9日，中共十三届五中全会同意邓辞去中共中央军委主席职务，由时任中共中央总书记江泽民接任。1990年3月21日，邓在七届人大三次会议上辞去中华人民共和国中央军事委员会主席后退休，由江接任。但他仍是中共精神领袖:22。

### 晚年

#### 九二南方谈话（南巡）

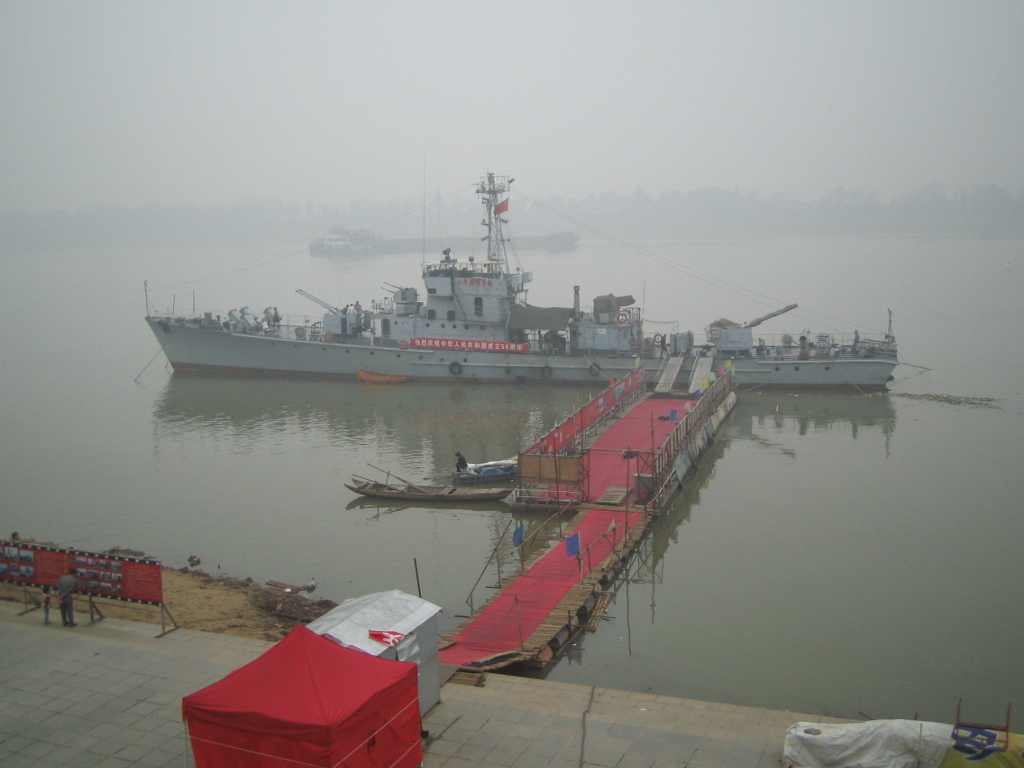
邓小平南巡的时候所乘坐的军舰

1989年9月4日，鄧〈改革開放政策穩定，中國大有希望〉：「東歐、蘇聯亂，我看也不可避免，至於亂到什麼程度，現在不好預料，還要很冷靜地觀察」:320，基本上是因為它們推行經濟改革失敗，所以，中國若要避免遭同一命運，必須繼續走改革開放之道路:172。
當鄧的專列於1992年1月17日駛離北京站時，北京其他領導人和南方負責接待他的幹部只知道，鄧夫婦和4名子女（鄧質方沒有隨行）及其配偶和孩子，一行17人，要出門散心觀光，進行「家庭度假」:597。1992年春，邓考察武昌、广州、深圳、珠海与上海:598-605。依靠昔日的威望，邓以普通党员的身份在考察途中发表系列演講，强调经济建设的重要:306-307，批评那些怀疑改革开放的人，明确表示“左”的东西对中国而言比“右”更可怕:225。鄧還特地指出當前的基本任務是防「左」：「現在，有右的東西影響我們，也有『左』的東西影響我們，但根深蒂固的還是『左』的東西。……右可以葬送社會主義，『左』也可以葬送社會主義。中國要警惕右，但主要是防止『左』。……把改革開放說成是引進和發展資本主義，認為和平演變的主要危險來自經濟領域，這些就是『左』。」:172-173“南巡”期间，邓提出社会主义市场经济的问题，稱：“市场经济不等于资本主义，社会主义也有市场”:373，“计划多一点还是市场多一点，不是社会主义与资本主义的本质区别。計劃經濟不等於社會主義，資本主義也有計劃；市場經濟不等於資本主義，社會主義也有市場。計劃和市場都是經濟手段”:172，「不搞爭論，是我的一個發明。不爭論，是為了爭取時間幹。一爭論就複雜了，把時間都爭掉了，什麼也幹不成。不爭論，大膽地試，大膽地闖。農村改革是如此，城市改革也應如此。」:3741月27日，鄧在視察珠海江海電子股份有限公司時稱：歐洲搞福利社會，由國家、社會承擔，現在走不通了；老人多了，人口老化，國家承擔不起，社會承擔不起，問題就會越來越大；我們還要維持家庭；全國有多少老人，都是靠一家一戶養活的；中國文化從孔夫子起，就提倡贍養老人:709。南巡讲话后，“猫论”广为流传。
由於各地傳媒紛紛發表支持改革開放，而與鄧一起南巡的楊尚昆又在軍中展開學習邓的南巡講話，中共中央遂於1992年2月底整理南巡講話要點，以中共中央1992年2號文件下發全體党員，由此結束歷時3年半的「治理整頓」，並掀起新一輪的經濟熱潮:173。
鄧南巡後不久，全國掀起搞「翻番」狂潮；所謂「翻番」，即追求當地國民產值或工業產值成倍增長的高速度發展:173。中国十多年改革经济体制，从农村到城市，儘管经历几次波动，但终於迈进市場经济:22。1992年刮起的「鄧旋風」，使沉寂3年多的中國經濟再度活躍，並朝著市場經濟的方向大步邁步；然而，由於市場法規未能及時建立，政府未能及時制定有效之調控經濟措施，致使中國在1992至1993年間出現經濟局部過熱及金融秩序混亂的失衡現象:174。邓的思想理念與政治方针以“鄧小平理論”始终得到贯彻，他被官方誉为是“改革开放和中国社会主义现代化建设的总设计师”，他自己却说，改革其实是“摸着石头过河”:3。
- 1992年6月9日，江澤民到中央黨校，在省部級幹部進修班作《深刻領會和全面落實鄧小平同志的重要談話精神》講話稱：「為什麼小平同志在講到警惕右時，特別指出主要是防止『左』呢？這一點很重要，我們一定要深刻領會。這是因為在黨的歷史上『左』的錯誤泛濫的時間很長，影響很深。在建設和改革中要開闢新的道路，要改變妨礙生產力發展的原有模式和做法時，阻力常常主要是來自『左』的方面。由於『左』的東西往往帶着一些革命色彩，容易給人們以迷惑作用，這就更需要提醒我們的領導幹部要特別注意防止『左』的干擾。」[128]:41
- 1992年10月，中共「十四大」在全國刮起「鄧旋風」的氣氛中召開；江在會上指出：「經濟體制改革的目標是建立社會主義市場經濟體制」；由於「社會主義」和「市場經濟」在歷史唯物論中是處於矛盾的對立面，「十四大」確立「社會主義市場經濟」概念，反映出中共已掙脫傳統馬克思主義的束縛；從實際意義而言，「十四大」標誌著市場改革派之勝利——中共自此以「計劃」和「市場」的不同「功能」來界定兩者在經濟發展中的作用，而不再把「計劃」和「市場」看做「主」與「輔」的關係；換言之，「計劃」不再擔當發展經濟的主導角色，它只為宏觀社會經濟發展制定理順戰略目標而已；「十四大」可說是中國走向市場經濟的一個重要標竿[103]:174。

在官方报道中，1993年10月31日，是邓最后一次在公开场合出现，他乘坐刚刚全线通车不久的北京地铁，饶有兴致的走遍了半个老北京。鄧因身體原因自1994年開始就不管國家大事；陳雲也於1994年8月動大手術，並於1995年4月逝世；到此，中國的「雙峰政治」格局正式瓦解:176。

### 逝世
1996年12月12日，邓因呼吸道疾病住进中国人民解放军总医院南楼病房。中国中央电视台第一套节目于1997年1月1日起播出传记纪录片《邓小平》，当时已患帕金森病晚期的邓在病房收看了全部12集描写他的传记纪录片。1997年2月春節前夕，病情略有平稳的邓向前去探望的中国共产党中央委员会总书记江泽民传达了自己对全国各族人民的节日祝贺，并希望在以江泽民为核心的中共中央领导下“把今年恢复对香港行使主权和召开党的十五大这两件大事办好”。2月15日，邓夫人卓琳及子女致信江泽民，向其转告邓小平的临终嘱托。2月19日21时08分，鄧小平逝世，享年93岁:637，死因是帕金遜綜合症和肺部感染:615。
1997年2月20日，依据联合国1947年旗典，按例，联合国总部降半旗:692:410:526、联合国大会默哀:134:163。他的殯車為雙尾門的豐田Coaster。按邓遺願，眼角膜捐出供眼科研究，內臟捐出供醫學研究，3月2日骨灰撒入大海:615。鄧逝世后，中國遂進入後鄧小平時代:176。中国官方在邓小平逝世后，解密了此前被列为“绝密”的相关档案，显示1969年至1988年间邓小平曾遭遇七次暗杀（未遂），档案开放至省一级党政军、政法、公安、安全及有关单位。

## 评价

### 官方评价
1997年2月25日，中華人民共和國官方為他舉行隆重的追悼會:134。時任中共中央總書記、國家主席江澤民《在鄧小平同志追悼大會上的悼詞》中說：

“如果沒有鄧小平同志，中國人民就不可能有今天的新生活，中國就不可能有今天改革開放的新局面和社會主義現代化的光明前景。”

《告全黨全軍全國各族人民書》稱：

「邓小平同志是全党全军全国各族人民公认的享有崇高威望的卓越领导人，伟大的马克思主义者，伟大的无产阶级革命家、政治家、军事家、外交家，久经考验的共产主义战士，我国社会主义改革开放和现代化建设的总设计师，建设有中国特色社会主义理论的创立者。」:33

1997年9月召開中共十五大，該會肯定鄧的“建設有中國特色社會主義”理論，還將“鄧小平理論是馬克思列寧主義的基本原理同當代中國實踐和時代特徵相結合的產物，是毛澤東思想在新的歷史條件下的繼承和發展，是馬克思主義在中國發展的新階段，是當代中國的馬克思主義，是中國共產黨集體智慧的結晶，引導著我國社會主義現代化事業不斷前進”明確寫進黨章:176。
2021年11月11日，中共十九届六中全会在通过的《关于党的百年奋斗重大成就和历史经验的决议》中评价道：「党的十一届三中全会以后，以邓小平同志为主要代表的中国共产党人，团结带领全党全国各族人民，深刻总结新中国成立以来正反两方面经验，围绕什么是社会主义、怎样建设社会主义这一根本问题，借鉴世界社会主义历史经验，创立了邓小平理论，解放思想，实事求是，作出把党和国家工作中心转移到经济建设上来、实行改革开放的历史性决策，深刻揭示社会主义本质，确立社会主义初级阶段基本路线，明确提出走自己的路、建设中国特色社会主义，科学回答了建设中国特色社会主义的一系列基本问题，制定了到二十一世纪中叶分三步走、基本实现社会主义现代化的发展战略，成功开创了中国特色社会主义。」
2024年8月22日早上，中共中央在北京人民大會堂舉辦紀念鄧小平同志誕辰120週年座談會。習近平在座談會中稱鄧小平的一生，是光輝的一生、戰鬥的一生、偉大的一生，並讚其理論有助馬克思主義中國化、當代化。

### 正面评价
1973年，毛泽东在一次宣布重要决定时，指着复出不久的邓小平说：“我们现在请了一个参谋长。他呢，有些人怕他，但他办事比较果断。”毛泽东又对邓小平说：“你呢，人家有点怕你，我送你两句话，柔中有刚，绵里藏针，外面和气一点，内部是钢铁公司。过去的缺点，慢慢改一改吧。” 1974年，因风庆轮事件，毛泽东在一次谈话中对邓小平说：“你开了一个‘钢铁公司’！好！我赞成你。她（指江青）强加于人哪，我也是不高兴的。”
1978年10月，改革开放前夕，邓小平访问新加坡并与时任新加坡总理李光耀举行会谈，李光耀后来回忆：“我从未见过一位共产党领袖，在现实面前会愿意放弃一己之见，甚至还问我要他怎么做。”李光耀评价，“邓小平是我所见过的领导人当中给我印象最深刻的一位。尽管他只有五英尺高，却是人中之杰。虽已年届74岁，在面对不愉快的现实时，他随时准备改变自己的想法。”
1984年起，知名华裔数学家陈省身曾三次会面邓小平，商谈中国科研人才的培养、提高教授待遇等问题，对邓小平善于采纳建议和做事果断的魄力留下深刻印象，陈省身认为：“邓小平先生是非常伟大的。他脑筋很快，你跟他讲什么，他很快就懂了。在我见过的世界各国的领袖之中，他是反应最快的。”
1997年，《纽约时报》在邓小平逝世后发表长篇讣文，认为他造就了一个经济腾飞的时期，极大地改善了12亿中国人的生活，并称其为“小个子的伟人”，但同时认为邓小平作为以其高瞻远瞩带领中国人脱离苦难的声望，后来因为在1989年6月下令军队在北京镇压一场民主运动而蒙上污点。另一篇《纽约时报》讣文称邓为“现代中国的设计师（Architect of Modern China）”。
2012年，哈佛大学教授傅高義在《邓小平时代》一书中認為，鄧跟蘇聯領導人不一樣，他有一種內在自信，使他能直奔實質問題:3-4。鄧16歲離開家鄉後再沒回去，表明要報效整個國家，而非任何地域、派别或朋友；鄧心機不複雜，不懷恨報復，也有極少例外；下屬認為他是個嚴厲、急切、要求高但講道理的監工，懷著敬畏與他保持距離；鄧行為一貫、治國方式始終如一，而毛澤東則性情多變:334。
2019年，美国前总统吉米·卡特接受采访时认为，“美国民众之所以会迅速接受中美关系，秘密完全归功于邓小平的个性、幽默和脚踏实地的性格。他在华盛顿特区然后经由媒体报道在世界各地一炮打响。他在德克萨斯州头戴牛仔帽，又应我的邀请到亚特兰大参观。所以我觉得，美国民众看到了他的善意、脚踏实地和诚实的个性，所以想‘OK，中国应该还行，不像我们以前认为的那么邪恶’。... 我必须说，因为邓小平的大度、开放和魅力，作为一个人，他受到了美国人民的接纳。”

### 负面评价
有批评者认为邓小平在1957年的“反右运动”中扮演了重要角色，在他和彭真控制的中共中央反右领导小组的组织下，至少55万知识分子、民主党派人士和异见人士遭到迫害。而邓小平在1958年“大跃进”、1975年河南水灾等事件中的表现也存在争议。文革末期，邓不顾周恩来和叶剑英元帅的劝告，在与四人帮的斗争中落入下风，葉曾私下里評論鄧：「他這個人歷來如此，自以為是，聽不進別人的意見，喜歡一個人打天下，不撞南牆是不會回頭的。」:176
有学者认为，1970年代末至1980年代初由邓小平主导的拨乱反正存在局限性，未能彻底清算文革，而邓提出的“四项基本原则”被写入《八二宪法》也引发争议，官方确立了不许否定社会主义、中国共产党的领导、马克思主义、毛泽东思想的准则。 还有学者认为，邓在对毛泽东本人的评价上以及在对极权主义、专制主义的反思中也体现出了邓个人的局限性，譬如在1980年代初《关于建国以来党的若干历史问题的决议》的起草过程中，出现了一定争议，邓坚持要求对毛作出功大于过的评价，而将文革的大部分责任推给四人帮和林彪。此外，邓在1986-1987年“反对资产阶级自由化”运动前后，联合其他中共元老迫使时任中共中央总书记胡耀邦辞职，引发争议。
邓小平在1989年六四事件中所扮演的角色和处理方式，以及对时任中共中央总书记赵紫阳的处理方式，均存在争议，被部分人士认为是其晚年的污点；而哈佛大学教授傅高义提到，一些幹部认为，当时邓小平採取強硬措施是中國人民得以维護国家團結的唯一選擇:569。也有学者将1980年代中国大陆政治体制改革的失败归咎于邓小平个人的局限性。
2015年，前中共高级官员鲍彤认为，邓小平“凭借毛泽东为共产党打造的权力，开创了一条‘邓小平道路’，使中国进入了腐败的深渊。” 他认为邓小平所提倡的“让一部分人先富起来”，是有史以来共产党领袖中最富创造性的，但有资格先富的，非有权有势的精英，即党的权贵莫属。2018年，前中共中央党校《学习时报》记者邓聿文发文表达类似观点，认为邓至少要为贫富两极化承担相应责任，未能推进政治改革，但同时认为“今天我们评价邓小平，目的是着眼于改革，无论是一棍子将邓打死，还是无原则地一味颂邓，都与这一目的相悖，是不足取的。”
2019冠状病毒病疫情爆发期间，在中国大陆网络上出现了一套批评邓的话语体系“稻学”，认为邓需要对三年困难时期以及改革开放后的贫富差距、社会不平等、环境污染等一系列社会问题负“主要责任”。

## 邓小平理论
鄧認為，組織一個有效率的國家政府關鍵不是改變法律法規，而是為各級行政單位配備一領導班子，交付實權；重要是各級幹部為下一級選出可靠能幹的領導；鄧認為一個領導班子優於一名領導人；理想是領導班子能掌握各自分管的專業知識，如工業、文化等；大單位要七八人領導，小單位可以兩三人領導；要有足夠活動空間給予領導開展工作，只需完成上級下達的目標即可:85-86。鄧要學習世界上所有的成功經驗，不管是什麼制度和地方；鄧要掌握國內真實情況，不想聽大躍進時期造成嚴重問題的浮誇報告；鄧認為人需要物質刺激，需要看到實在的進步保持幹勁:391。鄧知道，外國人和歸國留學生帶來的變化有可能面對艱巨的調整問題，但是鄧堅信，一個國家只有保持開放才能發展最好；鄧部分同事擔心外國人和做法會使中國暈頭轉向，但鄧相信足夠強大，能控制事態；鄧大力支持官員和學生出國，翻譯國外書籍，歡迎外國人來華:435。改革開放並非由邓啟動，它是邓上台之前在華國鋒之領導下起步:619。邓也不是手持偉大藍圖、主宰著變革之設計師；事實上，變革時代並沒有清晰、完整、現成之設計:619。不如說，邓是全面領導轉型過程之總經理，梳理和總結各種想法，展示給團隊和群眾所能接受之步調和方式；鄧穩定領導最高層，使人們保持信心經歷巨變；邓選拔和指導團隊，齊心協力開創並落實各項改革:619-620。邓解決難題，努力找出有利於國內外相關各方之解決方案；邓加強統治，保持控制中國人努力適應迅速變化的新環境:620。
毛澤東加強中央集權制，將其深入擴展至全國；邓則將統治結構拉回來，沒有制定地方必須遵守之嚴密規章制度，而是建立由上級選拔領導班子，授予他們獨立性，只要工作能使經濟快速增長即可:624。毛泽东逝世後，邓大膽取消「階級出身好」選拔幹部之標準，嚴格依照用入學考試來衡量之辦法；根據邓在1977年採取之新路線，很多「階級出身不好」之家庭之子女得以通過考試進入好大學並當上幹部:626。不過，一個人一旦成為幹部，升遷便不再需要通過進一步考試，而是根據工作表現；邓的接班人也沿用制度:627。邓確實鼓勵推廣普通話教學，使各地居民能夠與外地人交流；但是城市化和國家文化之成長並不是由計劃所致，更多來自城市之新機會和城市生活對眾多農村青年之吸引力:629。邓時代開始的開放性流動，與毛泽东為社會設置重重障礙相比，對社會結構產生更加深遠之革命性影響；從以農村為主向以城市為主之社會之過渡以及傳播共同之國家文化，是中國自公元前221年統一以來發生之最根本之社會變化之一:630。
邓很清楚，如果幹部過於嚴格執行法規，中國經濟將難以起飛；他一向更加關心取得成果，而不是照章辦事；他認為一定之腐敗難以避免，正如他說：「窗子打開了，難免會有蒼蠅和蚊子飛進來。」:631邓需要敢闖敢幹之幹部，他願意承擔蒼蠅飛進來之代價；邓某些子女受到過利用個人關係為自己牟利的指控，但沒有證據表明鄧為自己或家人斂財:631。
邓給接班人留下體制，沒有對公私利益作出嚴格區分；由於司法不獨立，民眾往往不願意冒險挑戰向個人撈好處之當權者；對於因建新項目而被迫搬遷的居民，中國所提供的保護極差，開發商能夠聯合政府官員迅速把土地搞到手，而對搬遷戶或原土地使用者之補償充其量也就是中等水平；地方政府和建築商勾結未必不當，它可以使企業迅速開工，從而能夠更快為當地居民就業:631-632。
邓認為，領土糾紛應先放一邊，讓更聰明的後人和平解決；他所理解之大局是，不要對邊界糾紛過於激動，重要是和其他國家搞好關係；邓相信與鄰國保持和睦，集中精力搞和平發展，符合中國的利益:636。1974年，作為首位在聯合國大會發言的中國領導人，邓稱，中國絕不稱霸，如果中國壓迫和剝削其他國家，全世界——尤其是發展中國家，可以把中國視為「社會主義帝國」，與中國人民一道推翻它的政府；1991年8月，王震給黨中央發電報，提出中國應當表示支持亞納耶夫之政變，邓回答：「韜光養晦，絕不當頭，有所作為。」:636

### 中国特色社会主义
邓把这种社会主义叫做“初级阶段的社会主义”:252，为坚持发展生产力、消灭剥削、消除两极分化，最终达到共同富裕:373。
邓的改革还包括由政府对宏观经济主导和调控，其经济改革措施也最早在农村施行:115-118。同时邓重视科技在其中的重要性，提出“科技是第一生产力”:274-275，以科技带动产业改革:107-108。通过吸收国外资本、技术与管理经验，中国加快了自身经济发展速度:77。
中共十四大把鄧“建設有中國特色的社會主義”的思想寫進中共黨章:23。「十四大」確認鄧的“建設有中國特色社會主義”理論是「當代中國的馬克思主義」，要求把鄧小平理論與毛澤東思想看齊；會議又提出要審慎地推行政治體制改革，並強調精簡機構以提高行政效率，但不提撤銷黨組:174。

### 一国两制
1982年1月，邓小平在接见美国华人协会主席李耀基时，首次正式提出了“一个国家，两种制度”的概念。邓小平主張以和平方式解决台湾问题，并建议在“一个中国”的基础上，举行国共两党平等会谈，实行國共第三次合作:30-31。1980年代其正式向臺灣提出一國兩制政策（One Country, Two Systems）。

## 著作

### 代表作
- 《关于修改党的章程的报告》在中共八大上（1956年9月16日）
- 《在联合国大会第六届特别会议上的发言》(1974年4月10日)
- 《解放思想，实事求是，团结一致向前看》在中共十一届三中全会（1978年12月13日）
- 《在武昌、深圳、珠海、上海等地的谈话要点》（1992年1月——2月）

### 文集
- 《邓小平文选》共三册，1983年初版，1994年第二版，人民出版社。
  - 第一卷收入1938-1965年的重要文章、讲话共43篇。
  - 第二卷收入邓小平在1975-1982年中共十二大以前的讲话、谈话共60篇。
  - 第三卷是邓小平1982-1992年期间的重要著作，共119篇。
- 《邓小平军事文集》共三册，2004年中央文献出版社。文集编入邓小平1931年4月至1990年9月关于军事方面的文章、报告、谈话、电报、命令、批示、信函、题词等文稿232篇。
  - 第一卷编入1931年4月至1944年12月的军事文稿47篇，
  - 第二卷编入1945年9月至1974年11月的军事文稿85篇，
  - 第三卷编入1975年1月至1990年9月的军事文稿100篇。
- 《邓小平西南工作文集》2006年重庆出版社。收入1949年9月至1952年8月关于西南地区工作的文章、报告、讲话、电报、指示、书信、题词等文稿140篇。
- 《邓小平文集》共六卷，2014年出1949年-1974年卷，分三卷；2024年8月出1925年-1949年卷，仍分三卷[168]，由人民出版社出版发行。《邓小平文集》是对《邓小平文选》的重要补充。
  - 《文集（一九二五——一九四九）》三卷编入的是邓小平同志20世纪20年代中期至新中国成立前的文稿207篇[168]。
  - 《文集（一九四九——一九七四）》上卷编入的是邓小平同志1949年10月至1952年8月上旬主政西南时期的文稿106篇。
  - 《文集（一九四九——一九七四）》中、下卷编入的是邓小平同志在中央领导岗位工作期间的文稿，中卷编入的是1952年8月中旬至1958年9月期间的文稿135篇；下卷编入的是1959年1月至1974年11月的文稿165篇。

### 回忆录
- 《对红八军和左江革命斗争的回忆》(1972年6月20日)
- 《对二野历史的回顾》（1989年11月20日）
- 《邓小平自述》2005年解放军出版社

## 荣誉与后世纪念

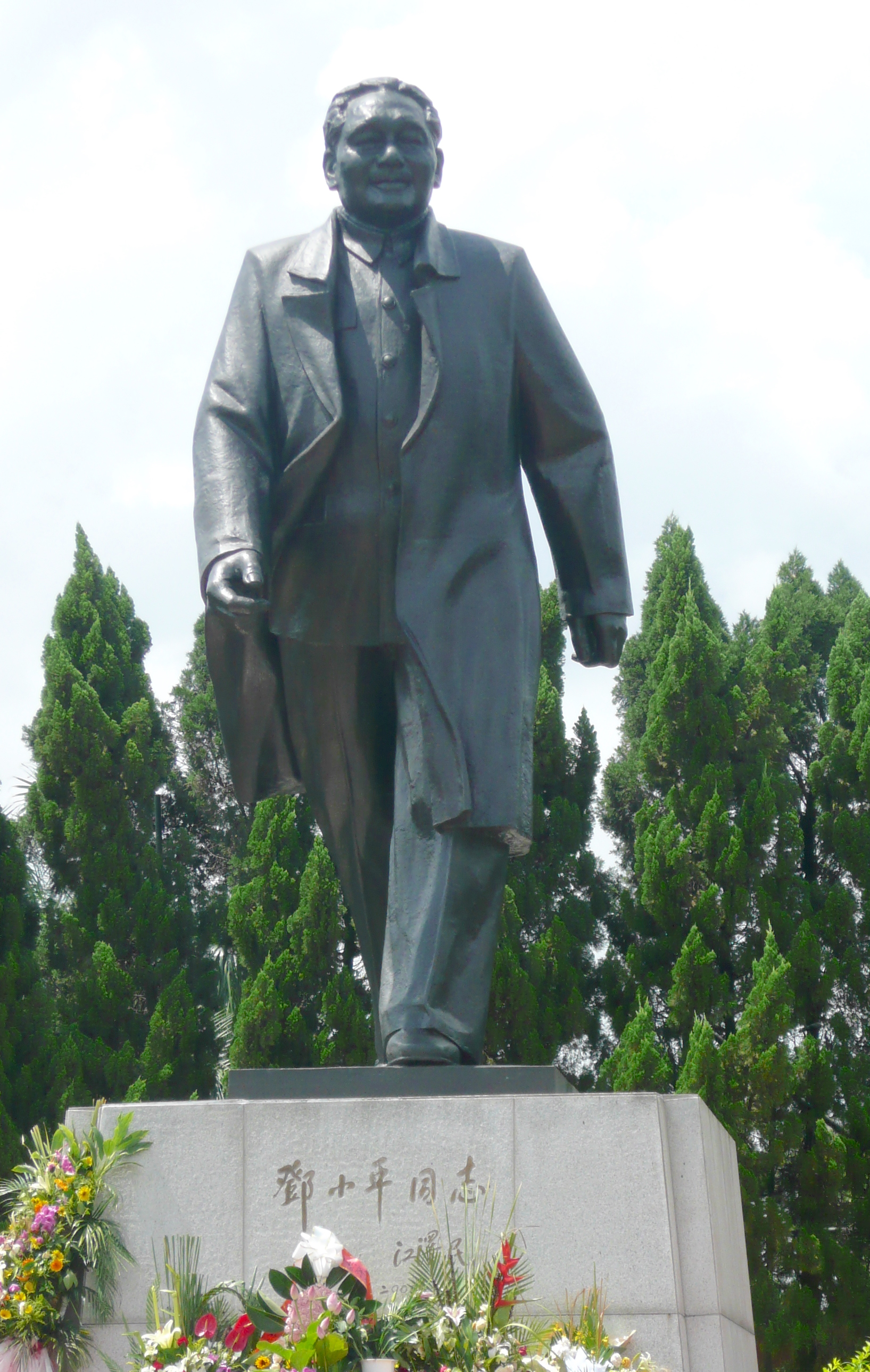
位于深圳莲花山公园广场的邓雕像

邓小平曾两次登上《时代杂志》的年度风云人物，分别是1978年和1985年。
1992年6月28日，为了纪念邓对于深圳经济特区自1979年以来发展的策划和贡献，第一版的鄧小平畫像豎立在深圳市福田區荔枝公園東南口。在中国的几个城市里，邓的大型宣传幅甚至出现在城市的主要道路旁或地标建筑附近，上面写着强调改革开放或一国两制政策的信息。
1997年1月，中国中央电视台发行了一部名为《邓小平》的12集电视文献纪录片，讲述了邓从留学法国到1992年“南巡”的生活，纪录片的主题曲为《春天的故事》。
1997年6月18日，吉尔吉斯斯坦首都比什凯克建成“邓小平大道”，拥有6车道，宽25米，长3.5公里。其中，一座两米高的红色花岗岩纪念碑矗立在这条路线的东端，纪念邓小平的碑文以汉语、俄语和吉尔吉斯语三种语言书写。
2000年11月14日，深圳市福田區莲花山公园广场落成邓小平铜像，铜像除去底座高6米，底座为3.68米，基座正面印有江泽民题写的五个大字：“邓小平同志”，刻画了邓自信地大步向前走的画面。许多中共高层领导人都曾参观此雕像。

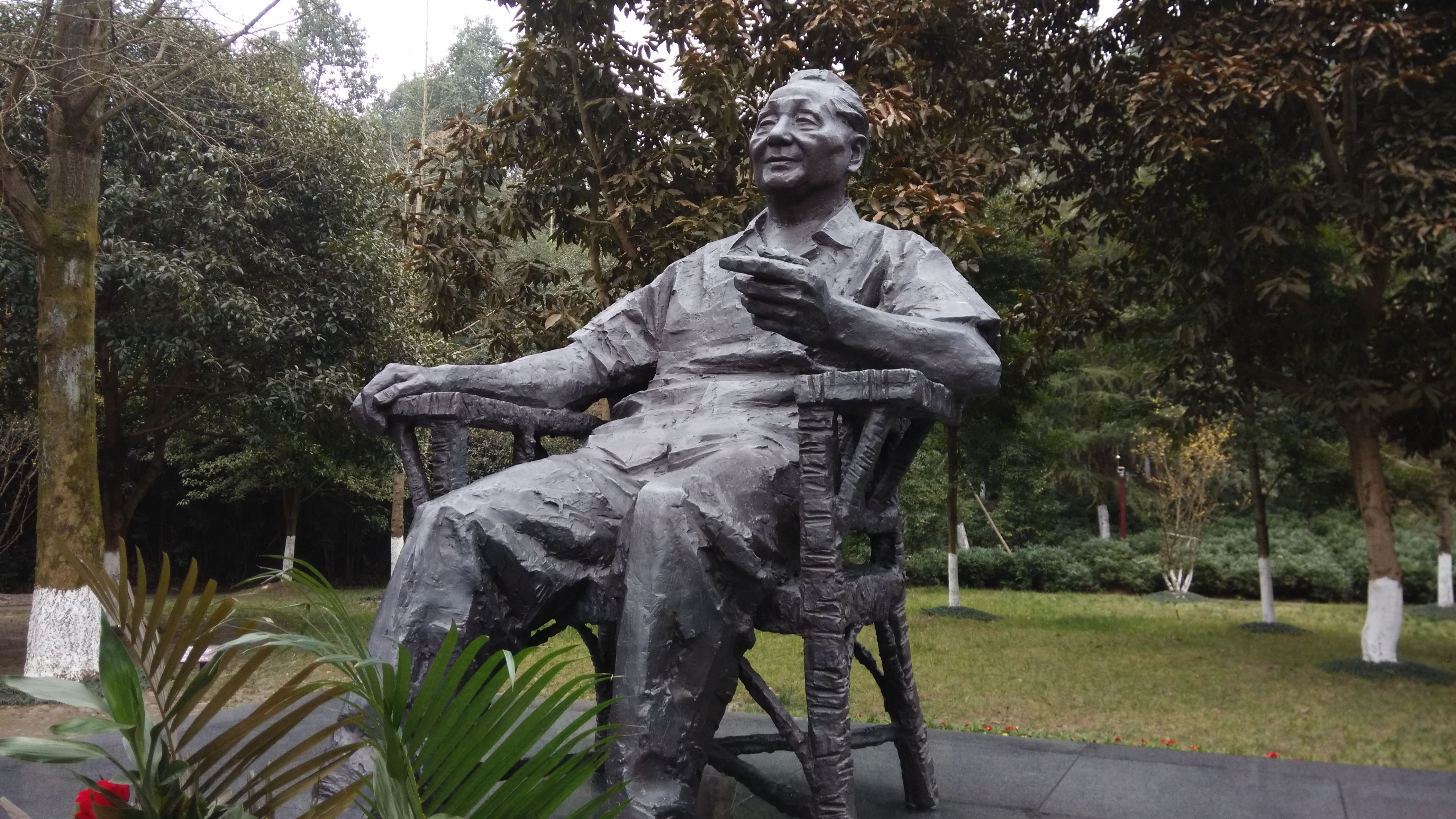
位于四川省广安市邓小平故里旅游区的邓铜像

2001年8月，四川省广安市设立邓小平故居保护区。为让世人了解邓的生平事迹，2001年10月，广安市在保护区核心区域开工修建邓小平故里旅游区。邓小平故里旅游区占地八百三十亩、总投资近亿元，园区集山、水、池、林、亭、路等于一体。邓小平故居、邓小平故居陈列室、邓小平铜像广场、翰林院子、神道碑、德政坊等旅游景点坐落其中。2003年5月1日，邓小平故里旅游区对外试开放。2003年10月1日，邓小平故里旅游区正式开放。坐落着邓小平故居的四川省广安市广安区协兴镇辖区的牌坊村，也作为一座讲述邓小平生平事迹的博物馆，同时也作为广安区改革开放的一个精彩缩影，被保存下来。
2004年8月13日，为了纪念邓的百岁诞辰，于邓小平故里旅游区修建了邓小平铜像广场和邓小平故居陈列馆。邓小平铜像广场的邓小平铜像，高2.5米，重1.2吨，基座是由黑金沙花岗石做成，正前方镌刻着江泽民题写的“邓小平铜像”五个大字。这尊铸铜座像坐北朝南，邓面容温和，两颊瘦削，目光敏锐深邃，身穿短袖衬衫、军便裤、沿口布鞋，面带微笑地坐在椅子上，注视着自己家乡的山山水水。
2014年，中央电视台在迎接邓诞辰110周年之际，推出一部纪念邓的电视连续剧《历史转折中的邓小平》。

## 家庭

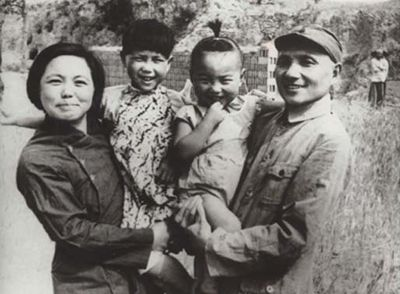
1945年，邓夫妇及其长子长女

### 祖父母、父母
祖父鄧克達，勤勞、儉僕；祖母戴氏會紡紗織布:20。
父亲邓绍昌，字文明，生于1886年（清光绪十二年），出生時父母已年過40:20。家里有一点田:9，傳到鄧紹昌手上時，有120挑穀地:20。鄧紹昌12歲時，父親病逝，母親獨自挑起持家擔子；由於時局不安，鄧紹昌在成都法政学校只念了一年多，便回到老家務農:20。鄧紹昌接受過新式教育，見過世面，加之為人豁達、講義氣，經常參與一些「場面上的事」，在當地算是小有名氣和影響；早年曾參加「哥老会」（在四川又叫「袍哥會」），在協興場「袍哥會」中先後当过“三爷”、“掌旗大爷”（即頭領）:20。辛亥革命時期，率眾參加過廣安武裝起義；鄧紹昌後來又新置一些地，到鄧小平出生時，已是一個擁有二三百挑穀之小地主:20。大多數時間都在協興鎮和縣城度過:18。1914年，當上广安县团练局长、八縣聯防副指揮，任職不到一年半就被撤換:21。后在協興鎮開過一家小飯館；最富有時，擁有近40畝地和幾個幫他幹農活及養蠶之長工:18。鄧紹昌收入有每年幾十石租及幾萬株桑。后由於賭博輸錢，賣掉一些田地，幾陷破產，逃到外地:18。鄧紹昌逃難在外，很少回家，家庭經濟亦隨之逐漸破產；1936年，鄧紹昌客死他鄉，不滿50歲:21。鄧紹昌對孩子嚴厲，動輒打罵，但有維新思想，力主把鄧送到國外留學；鄧在法國參加革命活動後生活窘迫，鄧紹昌賣穀子、賣地寄錢接濟:21。後來鄧談到父親時說他是「進步黨人」:21。弟弟鄧墾評價父親：「他屬舊社會的人，有舊社會的一些壞東西、壞作風。但他對舊社會不滿，對我們兄弟倆參加革命，一直採取支持、擁護的態度，從來沒有反對過。」:21邓绍昌先后娶過四任妻子:20。共生育四男五女，成年四男三女。
- 第一任妻子张氏，婚後不到兩年就去世[10]:20。无后而死[36]:17。
- 第二任妻子淡氏，生三男二女，长女邓先烈，长子邓先圣即邓小平，次子邓先修即邓垦，三子邓先治即邓蜀平，次女邓先珍（10岁时病死）[10]:20。淡氏是廣安望溪家壩人，在當地算是富裕[10]:21。據鄧榕說，鄧母親十分疼愛鄧；鄧後來也回憶說，非常敬重母親，父親不在家時母親總是悉心照料著家務[36]:18。淡氏雖沒有念過書，但賢惠通達，勤勞能幹[10]:22。淡氏於1926年病故[10]:20。鄧後來回憶說，當時家能夠保持生活，全靠母親[10]:23。
- 第三任妻子萧氏，生子邓先清[10]:20。生下一子後不久就死[36]:17。
- 第四任妻子夏伯根，是嘉陵江船工女兒[38]:1。前夫病死後，她帶著一個女兒鄧先芙改嫁鄧紹昌，生兩個女兒；大女兒邓先蓉（早夭），小女兒邓先群[10]:20。1949年鄧和劉伯承到重慶後，鄧把夏伯根從廣安老家接到重慶同住，從此和鄧一起生活，直到2001年去世[10]:20。

### 妻子
鄧一歲時，父親鄧紹昌按照當地習俗給鄧和唐姓地主人家定下娃娃親:23。
邓一生结婚3次，首任妻子张锡媛（1907年10月28日－1930年1月）於1930年不幸难产早逝:15。
1931年7月14日，金維映（1904年8月16日－1941年）與鄧同行，原名金愛卿，與鄧同歲，1919年曾在縣立女子學校參加學生運動，畢業後任女校教員，1926年加入中國共產黨，從事工運工作，1927年被選為舟山總工會執行委員:195。與鄧離婚後與中組部部長李維漢結婚，育有一子李鐵映。
邓与第三任妻子卓琳（1916年4月6日－2009年7月29日）1939年在延安邂逅成婚:15。

### 子女
1. 长女邓林，1941年9月11日出生，是一位艺术家；丈夫吴建常1939年6月2日出生，曾任中国钢铁工业协会副会长党委书记、金辉集团（香港）名誉主席。现任山西太钢不锈钢股份有限公司独立董事兼中国有色金属工业协会名誉会长。
2. 长子邓朴方，1944年4月16日在麻田村出生，鄧小平夫婦在與麻田村一河之隔之雲頭底村找一位奶媽叫郭金梅，一年後鄧小平率部轉戰河北；郭金梅帶著孩子跟隨鄧小平夫婦到涉縣赤岸村住些日子，劉伯承為孩子取名「樸方」[63]:117。在文革中导致下半身瘫痪，中国残联第五届主席团名誉主席，第十一届全国政协副主席。鄧朴方投身殘疾人工作，自己也經商[36]:53。在1980年代后期是康华公司的负责人；妻子高苏宁，骨科专家。
3. 次女邓楠，1945年10月15日出生，原科技部副部长，现任中国科学技术协会书记处第一书记、常务副主席，是中共第十七届中央委员；丈夫张宏曾任中科院科技开发局局长[174][175]:33。
4. 三女邓榕，1950年1月25日出生，又名萧榕，小名毛毛，西纠主要代表,著有《我的父親鄧小平》一書，曾任总政组织部副处长，中国驻美大使馆三秘，全国人大常委会政研室副主任，民主与法制出版社社长，中國國際友好聯絡會副會長；丈夫贺平，1946年4月出生；少将贺彪之子，总参装备部少将，曾任中国保利集团公司董事长、总经理[176]:146。
5. 次子邓质方，1952年8月出生，本科毕业于北京大学物理系，后在美国罗切斯特大学物理系获得博士学位[36]:53，曾任中国国际信托投资公司直属的中信兴业公司董事长，1993年初，邓质方正式加入建设部管理企业属下企业「四方集团」，任最重要的上海四方公司总经理。1993年5月邓质方连同首钢、长实、加怡，共同收购香港上市公司「开达投资」，并易名为「首长四方」。妻子刘小元，美国纽约州罗彻斯特大学生物物理学博士[177]:139-145。

### 孫辈
- 外孙女：卓苒，1972年11月14日出生，小名眠眠，鄧楠之女。曾任职于中银国际。经陈小鲁介绍与吴小晖相识。
  - 外孙女婿：吴小晖，1966年10月18日出生；曾任安邦保险集团董事长[178]:398。吴小晖2018年5月10日被判處有期徒刑18年，剥夺政治权利4年，并处没收财产人民币105亿元，违法所得及其孳息予以追缴[179]。
- 外孙：卓溯，1974年4月30日出生，小名萌萌，鄧林之子，易简投资有限公司董事长。2014年3月26日因心肌炎发作病逝。
- 外孙女：鄧卓玥，1979年出生，小名羊羊，鄧榕之女，在孫輩中排行老三。她曾就讀美國波士頓韋斯利女校，攻讀心理學，學成回到北京，從事廣告公關。后隨丈夫馮波到加拿大生活。
  - 外孙女婿：冯波，1969年10月出生，上海人，父亲是国务院参事兼民盟中央副主席冯之浚（1937年4月-2017年2月20日），母亲董丽惠；哥哥是著名投资家冯涛。冯波1987年18岁留学美国，1992年毕业于旧金山摩云大学电影导演专业；在旧金山与茅道林和李世默相识，1997年回国。上世纪90年代中后期为新浪、亚信融资；2004年离开成为资本後合伙创建联创策源投资基金。
- 孙子：邓卓棣，1986年10月17日出生，小名小弟，邓质方与刘小元1984年在美国留学所生，曾拥有和使用过美国国籍[180]，是邓小平及卓琳唯一的男孙。毕业于北京景山学校和北京大学。2008年杜克大学法学院法学硕士毕业后在美国纽约一家律师楼工作，曾任平果县副县长[181]。他于美国曾改姓奶奶卓琳的卓姓，英文名字为“David Zhuo”。

## 爱好
邓散步每次走三公里左右，很少说话，目不斜视，抬头挺胸，只是一个劲地往前走。
在鄧小平時代，鄧每週會有一兩次請人來他家打橋牌:334。邓技艺精湛，守得紧、攻得狠、叫得准、打得稳，风度翩翩，一派大将风度。世界桥牌冠军杨小燕说：“在牌桌旁，可以感到邓小平是一个伟人。他的打牌技术是又稳又精。”:173聂卫平曾透露，邓常在人民大会堂的118厅一起打桥牌，邓经常跟丁关根为搭档，聂卫平经常跟胡耀邦、万里为搭档:257。邓打牌时虽然不爱赌钱，但是非常守规矩，输了也能和其他人一样钻桌子:232。此外，邓爱抽烟，其烟为“熊猫”牌香烟，由上海卷烟厂特制。“熊猫”牌香烟因为邓的缘故，价格异常昂贵:224。晚年时邓把香烟戒掉:398。
邓亦是一位足球迷，其夫人卓琳曾在受訪時表示鄧最愛的是孩子和足球:114。青年時期，他曾在法国勤工儉學，花費吃飯的錢去購買球票:227。邓亦有要求工作人員錄製重要的足球比賽，供他在公餘時間欣賞:304。1979年，邓提出“足球要從娃娃抓起”的口號，并改組中國足協，提出“衝出亞洲”的目標:15-17。1977年7月30日，邓第三次復出后，突然在舉行國際足球邀請賽的北京工人體育場中出现，現場八萬名球迷在賽前起身為其鼓掌致敬:583:262。